# Olaszország a 2020. évi nyári olimpiai játékokon
Olaszország a japán Tokióban megrendezett 2020. évi nyári olimpiai játékok egyik részt vevő nemzete volt. Az országot az olimpián 31 sportágban 378 sportoló képviselte, akik összesen 40 érmet szereztek.

## Érmesek
| Érem  | Versenyző                                                                              | Sportág       | Versenyszám                    |
| ----- | -------------------------------------------------------------------------------------- | ------------- | ------------------------------ |
| Arany | Marcell Jacobs                                                                         | Atlétika      | Férfi 100 m                    |
| Arany | Massimo Stano                                                                          | Atlétika      | Férfi 20 km gyaloglás          |
| Arany | Fausto Desalu Marcell Jacobs Lorenzo Patta Filippo Tortu                               | Atlétika      | Férfi 4 × 100 m váltó          |
| Arany | Gianmarco Tamberi                                                                      | Atlétika      | Férfi magasugrás               |
| Arany | Antonella Palmisano                                                                    | Atlétika      | Női 20 km gyaloglás            |
| Arany | Federica Cesarini Valentina Rodini                                                     | Evezés        | Női könnyűsúlyú kétpárevezős   |
| Arany | Luigi Busà                                                                             | Karate        | Férfi 75 kg                    |
| Arany | Simone Consonni Filippo Ganna Francesco Lamon Jonathan Milan                           | Kerékpározás  | Férfi csapat üldözőverseny     |
| Arany | Vito Dell'Aquila                                                                       | Taekwondo     | Férfi légsúly                  |
| Arany | Caterina Banti Ruggero Tita                                                            | Vitorlázás    | Nacra 17                       |
| Ezüst | Mauro Nespoli                                                                          | Íjászat       | Férfi egyéni                   |
| Ezüst | Manfredi Rizza                                                                         | Kajak-kenu    | Férfi kajak egyes 200 m        |
| Ezüst | Diana Bacosi                                                                           | Sportlövészet | Női skeet                      |
| Ezüst | Giorgia Bordignon                                                                      | Súlyemelés    | Női 64 kg                      |
| Ezüst | Vanessa Ferrari                                                                        | Torna         | Női talaj                      |
| Ezüst | Gregorio Paltrinieri                                                                   | Úszás         | Férfi 800 m gyors              |
| Ezüst | Thomas Ceccon Santo Condorelli Manuel Frigo Alessandro Miressi Lorenzo Zazzeri         | Úszás         | Férfi 4 × 100 m gyorsváltó     |
| Ezüst | Daniele Garozzo                                                                        | Vívás         | Férfi tőr, egyéni              |
| Ezüst | Luigi Samele                                                                           | Vívás         | Férfi kard, egyén              |
| Ezüst | Enrico Berrè Luca Curatoli Aldo Montano Luigi Samele                                   | Vívás         | Férfi kard, csapat             |
| Bronz | Abraham Conyedo                                                                        | Birkózás      | Férfi szabadfogás, 97 kg       |
| Bronz | Odette Giuffrida                                                                       | Cselgáncs     | Női harmatsúly                 |
| Bronz | Maria Centracchio                                                                      | Cselgáncs     | Női váltósúly                  |
| Bronz | Stefano Oppo Pietro Ruta                                                               | Evezés        | Férfi könnyűsúlyú kétpárevezős |
| Bronz | Matteo Castaldo Marco Di Costanzo Matteo Lodo Bruno Rosetti Giuseppe Vicino            | Evezés        | Férfi kormányos nélküli négyes |
| Bronz | Lucilla Boari                                                                          | Íjászat       | Női egyéni                     |
| Bronz | Viviana Bottaro                                                                        | Karate        | Női kata                       |
| Bronz | Elisa Longo Borghini                                                                   | Kerékpározás  | Női egyéni mezőnyverseny       |
| Bronz | Elia Viviani                                                                           | Kerékpározás  | Férfi omnium                   |
| Bronz | Irma Testa                                                                             | Ökölvívás     | Női pehelysúly                 |
| Bronz | Mirko Zanni                                                                            | Súlyemelés    | Férfi 67 kg                    |
| Bronz | Antonino Pizzolato                                                                     | Súlyemelés    | Férfi 81 kg                    |
| Bronz | Martina Centofanti Agnese Duranti Alessia Maurelli Daniela Mogurean Martina Santandrea | Torna         | Ritmikus gimnasztika, csapat   |
| Bronz | Nicolò Martinenghi                                                                     | Úszás         | Férfi 100 m mell               |
| Bronz | Federico Burdisso                                                                      | Úszás         | Férfi 200 m pillangó           |
| Bronz | Federico Burdisso Thomas Ceccon Nicolò Martinenghi Alessandro Miressi                  | Úszás         | Férfi 4 × 100 m vegyes váltó   |
| Bronz | Gregorio Paltrinieri                                                                   | Úszás         | 10 km nyílt vízi               |
| Bronz | Simona Quadarella                                                                      | Úszás         | Női 800 m gyors                |
| Bronz | Martina Batini Erica Cipressa Arianna Errigo Alice Volpi                               | Vívás         | Női tőr, csapat                |
| Bronz | Rossella Fiamingo Federica Isola Mara Navarria Alberta Santuccio                       | Vívás         | Női párbajtőr, csapat          |

## Asztalitenisz
Női
| Versenyző        | Versenyszám | Selejtező         | 64-es főtábla                                       | 48-as főtábla     | 32-es főtábla     | Nyolcaddöntő      | Negyeddöntő       | Elődöntő          | Döntő             | Helyezés |
| Versenyző        | Versenyszám | Ellenfél Eredmény | Ellenfél Eredmény                                   | Ellenfél Eredmény | Ellenfél Eredmény | Ellenfél Eredmény | Ellenfél Eredmény | Ellenfél Eredmény | Ellenfél Eredmény | Helyezés |
| ---------------- | ----------- | ----------------- | --------------------------------------------------- | ----------------- | ----------------- | ----------------- | ----------------- | ----------------- | ----------------- | -------- |
| Debora Vivarelli | Egyes       | erőnyerő          | Jian Fang Lay (AUS) · 7–11, 11–5, 4–11, 10–12, 2–11 | kiesett           | kiesett           | kiesett           | kiesett           | kiesett           | kiesett           | 49.      |

## Atlétika
Férfi
| Versenyző                                                  | Versenyszám     | Selejtező | Selejtező | Selejtező | Előfutam | Előfutam | Előfutam | Elődöntő | Elődöntő | Elődöntő | Döntő         | Döntő         |
| Versenyző                                                  | Versenyszám     | Idő       | Hely.     | Össz.     | Idő      | Hely.    | Össz.    | Idő      | Hely.    | Össz.    | Idő           | Helyezés      |
| ---------------------------------------------------------- | --------------- | --------- | --------- | --------- | -------- | -------- | -------- | -------- | -------- | -------- | ------------- | ------------- |
| Marcell Jacobs                                             | 100 m           | kiemelt   | kiemelt   | kiemelt   | 9,94     | 1.       | 2.       | 9,84     | 3.       | 3.       | 9,80          |               |
| Filippo Tortu                                              | 100 m           | kiemelt   | kiemelt   | kiemelt   | 10,10    | 4.       | 17.      | 10,16    | 7.       | 18.      | kiesett       | kiesett       |
| Fausto Desalu                                              | 200 m           |           |           |           | 20,29    | 3.       | 4.       | 20,43    | 6.       | 15.      | kiesett       | kiesett       |
| Antonio Infantino                                          | 200 m           |           |           |           | 20,90    | 5.       | 33.      | kiesett  | kiesett  | kiesett  | kiesett       | kiesett       |
| Davide Re                                                  | 400 m           |           |           |           | 45,46    | 5.       | 19.      | 44,94    | 5.       | 10.      | kiesett       | kiesett       |
| Edoardo Scotti                                             | 400 m           |           |           |           | 45,71    | 4.       | 27.      | kiesett  | kiesett  | kiesett  | kiesett       | kiesett       |
| Yemaneberhan Crippa                                        | 5000 m          |           |           |           | 13:47,12 | 15.      | 29.      |          |          |          | kiesett       | kiesett       |
| Yemaneberhan Crippa                                        | 10 000 m        |           |           |           |          |          |          |          |          |          | 27:54,05      | 11.           |
| Paolo Dal Molin                                            | 110 m gát       |           |           |           | 13,44    | 4.       | 12.      | 13,40    | 4.       | 12.*     | kiesett       | kiesett       |
| Hassane Fofana                                             | 110 m gát       |           |           |           | 13,70    | 8.       | 32.      | kiesett  | kiesett  | kiesett  | kiesett       | kiesett       |
| Alessandro Sibilio                                         | 400 m gát       |           |           |           | 49,11    | 3.       | 13.      | 47,93    | 3.       | 6.       | 48,77         | 8.            |
| Ahmed Abdelwahed                                           | 3000 m akadály  |           |           |           | 8:12,71  | 3.       | 6.       |          |          |          | 8:24,34       | 14.           |
| Ala Zoghlami                                               | 3000 m akadály  |           |           |           | 8:14,06  | 4.       | 8.       |          |          |          | 8:18,50       | 9.            |
| Osama Zoghlami                                             | 3000 m akadály  |           |           |           | 8:19,51  | 4.       | 17.      |          |          |          | kiesett       | kiesett       |
| Yassine El Fathaoui                                        | Maraton         |           |           |           |          |          |          |          |          |          | 2:19:44       | 46.           |
| Eyob Faniel                                                | Maraton         |           |           |           |          |          |          |          |          |          | 2:15:11       | 20.           |
| Yassine Rachik                                             | Maraton         |           |           |           |          |          |          |          |          |          | nem ért célba | nem ért célba |
| Francesco Fortunato                                        | 20 km gyaloglás |           |           |           |          |          |          |          |          |          | 1:23:43       | 15.           |
| Massimo Stano                                              | 20 km gyaloglás |           |           |           |          |          |          |          |          |          | 1:21:05       |               |
| Federico Tontodonati                                       | 20 km gyaloglás |           |           |           |          |          |          |          |          |          | 1:31:19       | 44.           |
| Andrea Agrusti                                             | 50 km gyaloglás |           |           |           |          |          |          |          |          |          | 4:01:10       | 23.           |
| Teodorico Caporaso                                         | 50 km gyaloglás |           |           |           |          |          |          |          |          |          | nem ért célba | nem ért célba |
| Marco De Luca                                              | 50 km gyaloglás |           |           |           |          |          |          |          |          |          | nem ért célba | nem ért célba |
| Lorenzo Patta Marcell Jacobs Fausto Desalu Filippo Tortu   | 4 × 100 m váltó |           |           |           | 37,95    | 3.       | 4.       |          |          |          | 37,50         |               |
| Davide Re Vladimir Aceti Edoardo Scotti Alessandro Sibilio | 4 × 400 m váltó |           |           |           | 2:58,91  | 4.       | 5.       |          |          |          | 2:58,81       | 7.            |

| Versenyző         | Versenyszám   | Selejtező                | Selejtező                | Döntő    | Döntő    |
| Versenyző         | Versenyszám   | Eredmény                 | Helyezés                 | Eredmény | Helyezés |
| ----------------- | ------------- | ------------------------ | ------------------------ | -------- | -------- |
| Stefano Sottile   | Magasugrás    | 217 cm                   | 26.***                   | kiesett  | kiesett  |
| Gianmarco Tamberi | Magasugrás    | 228 cm                   | 9.*                      | 237 cm   | *        |
| Claudio Stecchi   | Rúdugrás      | érvényes kísérlet nélkül | érvényes kísérlet nélkül | kiesett  | kiesett  |
| Filippo Randazzo  | Távolugrás    | 810 cm                   | 6.                       | 799 cm   | 8.       |
| Tobia Bocchi      | Hármasugrás   | 16,78 m                  | 13.                      | kiesett  | kiesett  |
| Andrea Dallavalle | Hármasugrás   | 16,99 m                  | 7.                       | 16,85 m  | 9.       |
| Emmanuel Ihemeje  | Hármasugrás   | 16,88 m                  | 9.                       | 16,52 m  | 11.      |
| Leonardo Fabbri   | Súlylökés     | 20,80 m                  | 14.                      | kiesett  | kiesett  |
| Nick Ponzio       | Súlylökés     | 20,28 m                  | 20.                      | kiesett  | kiesett  |
| Zane Weir         | Súlylökés     | 21,25 m                  | 5.                       | 21,41 m  | 5.       |
| Giovanni Faloci   | Diszkoszvetés | 57,33 m                  | 29.                      | kiesett  | kiesett  |

Női
| Versenyző                                                            | Versenyszám     | Selejtező | Selejtező | Selejtező | Előfutam | Előfutam | Előfutam | Elődöntő | Elődöntő | Elődöntő | Döntő    | Döntő    |
| Versenyző                                                            | Versenyszám     | Idő       | Hely.     | Össz.     | Idő      | Hely.    | Össz.    | Idő      | Hely.    | Össz.    | Idő      | Helyezés |
| -------------------------------------------------------------------- | --------------- | --------- | --------- | --------- | -------- | -------- | -------- | -------- | -------- | -------- | -------- | -------- |
| Anna Bongiorni                                                       | 100 m           | kiemelt   | kiemelt   | kiemelt   | 11,35    | 3.       | 29.      | 11,38    | 8.       | 23.      | kiesett  | kiesett  |
| Vittoria Fontana                                                     | 100 m           | kiemelt   | kiemelt   | kiemelt   | 11,53    | 7.       | 42.      | kiesett  | kiesett  | kiesett  | kiesett  | kiesett  |
| Gloria Hooper                                                        | 200 m           |           |           |           | 23,16    | 4.       | 22.*     | 23,28    | 8.       | 21.      | kiesett  | kiesett  |
| Dalia Kaddari                                                        | 200 m           |           |           |           | 23,26    | 3.       | 28.      | 23,41    | 8.       | 24.      | kiesett  | kiesett  |
| Elena Bellò                                                          | 800 m           |           |           |           | 2:01,07  | 5.       | 14.      | 2:02,35  | 6.       | 22.      | kiesett  | kiesett  |
| Federica Del Buono                                                   | 1500 m          |           |           |           | 4:07,70  | 11.      | 29.      | kiesett  | kiesett  | kiesett  | kiesett  | kiesett  |
| Gaia Sabbatini                                                       | 1500 m          |           |           |           | 4:05,41  | 4.       | 20.      | 4:02,25  | 8.       | 14.      | kiesett  | kiesett  |
| Nadia Battocletti                                                    | 5000 m          |           |           |           | 14:55,83 | 3.       | 11.      |          |          |          | 14:46,29 | 7.       |
| Luminosa Bogliolo                                                    | 100 m gát       |           |           |           | 12,93    | 3.       | 16.      | 12,75    | 4.       | 13.      | kiesett  | kiesett  |
| Elisa Di Lazzaro                                                     | 100 m gát       |           |           |           | 13,08    | 5.       | 27.      | kiesett  | kiesett  | kiesett  | kiesett  | kiesett  |
| Eleonora Marchiando                                                  | 400 m gát       |           |           |           | 56,82    | 5.       | 30.      | kiesett  | kiesett  | kiesett  | kiesett  | kiesett  |
| Linda Olivieri                                                       | 400 m gát       |           |           |           | 55,54    | 4.       | 17.*     | 57,03    | 7.       | 19.      | kiesett  | kiesett  |
| Yadisleidy Pedroso                                                   | 400 m gát       |           |           |           | 55,57    | 5.       | 19.      | 55,80    | 5.       | 16.      | kiesett  | kiesett  |
| Giovanna Epis                                                        | Maraton         |           |           |           |          |          |          |          |          |          | 2:35:09  | 32.      |
| Eleonora Giorgi                                                      | 20 km gyaloglás |           |           |           |          |          |          |          |          |          | 1:46:36  | 52.      |
| Antonella Palmisano                                                  | 20 km gyaloglás |           |           |           |          |          |          |          |          |          | 1:29:12  |          |
| Valentina Trapletti                                                  | 20 km gyaloglás |           |           |           |          |          |          |          |          |          | 1:33:12  | 18.      |
| Irene Siragusa Gloria Hooper Anna Bongiorni Vittoria Fontana         | 4 × 100 m váltó |           |           |           | 42,84    | 6.       | 9.       |          |          |          | kiesett  | kiesett  |
| Maria Benedicta Chigbolu Alice Mangione Petra Nardelli Rebecca Borga | 4 × 400 m váltó |           |           |           | 3:27,74  | 7.       | 13.      |          |          |          | kiesett  | kiesett  |

| Versenyző          | Versenyszám   | Selejtező | Selejtező | Döntő    | Döntő    |
| Versenyző          | Versenyszám   | Eredmény  | Helyezés  | Eredmény | Helyezés |
| ------------------ | ------------- | --------- | --------- | -------- | -------- |
| Alessia Trost      | Magasugrás    | 190 cm    | 20.*      | kiesett  | kiesett  |
| Elena Vallortigara | Magasugrás    | 193 cm    | 16.*      | kiesett  | kiesett  |
| Roberta Bruni      | Rúdugrás      | 425 cm    | 24.**     | kiesett  | kiesett  |
| Elisa Molinarolo   | Rúdugrás      | 440 cm    | 18.       | kiesett  | kiesett  |
| Dariya Derkach     | Hármasugrás   | 13,90 m   | 21.       | kiesett  | kiesett  |
| Daisy Osakue       | Diszkoszvetés | 63,66 m   | 5.        | 59,97 m  | 12.      |
| Sara Fantini       | Kalapácsvetés | 71,68 m   | 12.       | 69,10 m  | 12.      |

Vegyes
| Versenyző                                                  | Versenyszám     | Előfutam | Előfutam | Előfutam | Döntő   | Döntő    |
| Versenyző                                                  | Versenyszám     | Idő      | Hely.    | Össz.    | Idő     | Helyezés |
| ---------------------------------------------------------- | --------------- | -------- | -------- | -------- | ------- | -------- |
| Edoardo Scotti Alice Mangione Rebecca Borga Vladimir Aceti | 4 × 400 m váltó | 3:13,51  | 5.       | 11.      | kiesett | kiesett  |

* – egy másik versenyzővel azonos eredményt ért el

** – két másik versenyzővel azonos eredményt ért el

*** – három másik versenyzővel azonos eredményt ért el

## Birkózás
Férfi
Szabadfogású
| Versenyző       | Versenyszám | Nyolcaddöntő                    | Negyeddöntő                       | Elődöntő                                | Vigaszág elődöntő        | Bronz- mérkőzés                | Döntő             | Helyezés |
| Versenyző       | Versenyszám | Ellenfél Eredmény               | Ellenfél Eredmény                 | Ellenfél Eredmény                       | Ellenfél Eredmény        | Ellenfél Eredmény              | Ellenfél Eredmény | Helyezés |
| --------------- | ----------- | ------------------------------- | --------------------------------- | --------------------------------------- | ------------------------ | ------------------------------ | ----------------- | -------- |
| Frank Chamizo   | 74 kg       | Avtandil Kentcsadze (GEO) · 5–1 | Turan Bayramov (AZE) · 3–1        | Mahamedhabib Kadzimahamedav (BLR) · 7–9 |                          | Kyle Dake (USA) · 0–5          |                   | 5.       |
| Abraham Conyedo | 97 kg       | Albert Saritov (ROU) · 6–1      | Kyle Frederick Snyder (USA) · 0–6 |                                         | Jordan Steen (CAN) · 4–2 | Süleyman Karadeniz (TUR) · 6–2 |                   |          |

## Cselgáncs
Férfi
| Versenyző         | Versenyszám | Selejtező         | 32-es főtábla                                  | Nyolcaddöntő                           | Negyeddöntő                        | Elődöntő          | Vigaszág elődöntő                           | Bronz- mérkőzés             | Döntő             | Helyezés |
| Versenyző         | Versenyszám | Ellenfél Eredmény | Ellenfél Eredmény                              | Ellenfél Eredmény                      | Ellenfél Eredmény                  | Ellenfél Eredmény | Ellenfél Eredmény                           | Ellenfél Eredmény           | Ellenfél Eredmény | Helyezés |
| ----------------- | ----------- | ----------------- | ---------------------------------------------- | -------------------------------------- | ---------------------------------- | ----------------- | ------------------------------------------- | --------------------------- | ----------------- | -------- |
| Manuel Lombardo   | Harmatsúly  |                   | erőnyerő                                       | Yerlan Serikzhanov (KAZ) · 01(1)–00(1) | Daniel Cargnin (BRA) · 00(1)–01(1) |                   | Yondonperenlein Baskhüü (MGL) · 10(1)–00(3) | An Baul (KOR) · 00(0)–10(0) |                   | 5.       |
| Fabio Basile      | Könnyűsúly  | erőnyerő          | An Cshangnim (An Changrim) (KOR) · 00(1)–01(1) | kiesett                                | kiesett                            | kiesett           | kiesett                                     | kiesett                     | kiesett           | 17.      |
| Christian Parlati | Váltósúly   | erőnyerő          | Mohamed Abdelaal (EGY) · 11(0)–00(0)           | Nagasze Takanori (JPN) · 00(2)–10(2)   | kiesett                            | kiesett           | kiesett                                     | kiesett                     | kiesett           | 9.       |
| Nicholas Mungai   | Középsúly   | erőnyerő          | Davlat Bobonov (UZB) · 00(0)–01(2)             | kiesett                                | kiesett                            | kiesett           | kiesett                                     | kiesett                     | kiesett           | 17.      |

Női
| Versenyző         | Versenyszám | 32-es főtábla                              | Nyolcaddöntő                      | Negyeddöntő                            | Elődöntő                           | Vigaszág elődöntő                 | Bronz- mérkőzés                   | Döntő             | Helyezés |
| Versenyző         | Versenyszám | Ellenfél Eredmény                          | Ellenfél Eredmény                 | Ellenfél Eredmény                      | Ellenfél Eredmény                  | Ellenfél Eredmény                 | Ellenfél Eredmény                 | Ellenfél Eredmény | Helyezés |
| ----------------- | ----------- | ------------------------------------------ | --------------------------------- | -------------------------------------- | ---------------------------------- | --------------------------------- | --------------------------------- | ----------------- | -------- |
| Francesca Milani  | Légsúly     | Lin Chen-hao (TPE) · 01(1)–10(2)           | kiesett                           | kiesett                                | kiesett                            | kiesett                           | kiesett                           | kiesett           | 17.      |
| Odette Giuffrida  | Harmatsúly  | erőnyerő                                   | Andreea Chiţu (ROU) · 10(0)–00(0) | Charline Van Snick (BEL) · 01(2)–00(1) | Abe Uta (JPN) · 00(2)–01(1)        |                                   | Pupp Réka (HUN) · 10(0)–00(1)     |                   |          |
| Maria Centracchio | Váltósúly   | Damiella Nomenjanahary (MAD) · 10(0)–00(0) | Özbas Szofi (HUN) · 11(0)–00(2)   | Agata Ozdoba-Błach (POL) · 10(2)–00(3) | Tina Trstenjak (SLO) · 00(1)–10(1) |                                   | Juul Franssen (NED) · 10(0)–00(3) |                   |          |
| Alice Bellandi    | Középsúly   | Assmaa Niang (MAR) · 01(1)–00(2)           | Anna Bernholm (SWE) · 01(2)–00(1) | Sanne van Dijke (NED) · 01(1)–11(2)    |                                    | Barbara Matić (CRO) · 00(2)–10(0) | kiesett                           |                   | 7.       |

Vegyes csapat
| Versenyző                                                                                        | Versenyszám   | Nyolcaddöntő       | Negyeddöntő       | Elődöntő          | Vigaszág elődöntő | Bronz- mérkőzés   | Döntő             | Helyezés |
| Versenyző                                                                                        | Versenyszám   | Ellenfél Eredmény  | Ellenfél Eredmény | Ellenfél Eredmény | Ellenfél Eredmény | Ellenfél Eredmény | Ellenfél Eredmény | Helyezés |
| ------------------------------------------------------------------------------------------------ | ------------- | ------------------ | ----------------- | ----------------- | ----------------- | ----------------- | ----------------- | -------- |
| Fabio Basile Alice Bellandi Maria Centracchio Odette Giuffrida Christian Parlati Nicholas Mungai | Vegyes csapat | Izrael (ISR) · 3–4 | kiesett           | kiesett           | kiesett           | kiesett           | kiesett           | 9.       |

## Evezés
Férfi
| Versenyző                                                                    | Versenyszám              | Előfutam | Előfutam | Vigaszág | Vigaszág | Negyeddöntő | Negyeddöntő | Elődöntő | Elődöntő | Elődöntő | Döntő | Döntő   | Döntő | Helyezés |
| Versenyző                                                                    | Versenyszám              | Idő      | Hely.    | Idő      | Hely.    | Idő         | Hely.       | Típus    | Idő      | Hely.    | Típus | Idő     | Hely. | Helyezés |
| ---------------------------------------------------------------------------- | ------------------------ | -------- | -------- | -------- | -------- | ----------- | ----------- | -------- | -------- | -------- | ----- | ------- | ----- | -------- |
| Gennaro Di Mauro                                                             | Egypárevezős             | 7:06,87  | 2.       | erőnyerő | erőnyerő | 7:26,25     | 3.          | A/B      | 6:50,19  | 4.       | B     | 6:47,38 | 2.    | 8.       |
| Stefano Oppo Pietro Ruta                                                     | Könnyűsúlyú kétpárevezős | 6:24,25  | 2.       | erőnyerő | erőnyerő |             |             | A/B      | 6:07,70  | 2.       | A     | 6:14,30 | 3.    |          |
| Giovanni Abagnale Vincenzo Abbagnale Marco Di Costanzo*                      | Kormányos nélküli kettes | 6:48,74  | 2.       | erőnyerő | erőnyerő |             |             | A/B      | 6:20,29  | 5.       | B     | 6:31,43 | 5.    | 11.      |
| Simone Venier Andrea Panizza Luca Rambaldi Giacomo Gentili                   | Négypárevezős            | 5:39,28  | 2.       | erőnyerő | erőnyerő |             |             |          |          |          | A     | 5:37,29 | 5.    | 5.       |
| Matteo Castaldo Marco Di Costanzo Matteo Lodo Giuseppe Vicino Bruno Rosetti* | Kormányos nélküli négyes | 5:39,28  | 2.       | erőnyerő | erőnyerő |             |             |          |          |          | A     | 6:14,30 | 3.    |          |

Női
| Versenyző                                                          | Versenyszám              | Előfutam | Előfutam | Vigaszág | Vigaszág | Elődöntő | Elődöntő | Elődöntő | Döntő | Döntő   | Döntő | Helyezés |
| Versenyző                                                          | Versenyszám              | Idő      | Hely.    | Idő      | Hely.    | Típus    | Idő      | Hely.    | Típus | Idő     | Hely. | Helyezés |
| ------------------------------------------------------------------ | ------------------------ | -------- | -------- | -------- | -------- | -------- | -------- | -------- | ----- | ------- | ----- | -------- |
| Alessandra Patelli Chiara Ondoli                                   | Kétpárevezős             | 6:59,58  | 3.       | erőnyerő | erőnyerő | A/B      | 7:19,25  | 4.       | B     | 6:58,88 | 3.    | 9.       |
| Valentina Rodini Federica Cesarini                                 | Könnyűsúlyú kétpárevezős | 7:04,66  | 2.       | erőnyerő | erőnyerő | A/B      | 6:41,36  | 1.       | A     | 6:47,54 | 1.    |          |
| Kiri Tontodonati Aisha Rocek                                       | Kormányos nélküli kettes | 7:22,79  | 3.       | erőnyerő | erőnyerő | A/B      | 7:04,52  | 6.       | B     | 7:04,46 | 6.    | 12.      |
| Valentina Iseppi Alessandra Montesano Veronica Lisi Stefania Gobbi | Négypárevezős            | 6:20,45  | 3.       | 6:37,44  | 2.       |          |          |          | A     | 6:13,33 | 4.    | 4.       |

* – a versenyző a döntőben nem vett részt

## Golf
| Versenyző                 | Versenyszám  | 1. forduló | 1. forduló | 2. forduló | 2. forduló | 3. forduló | 3. forduló | 4. forduló | 4. forduló | Összesen | Összesen | Összesen |
| Versenyző                 | Versenyszám  | Pont       | Par        | Pont       | Par        | Pont       | Par        | Pont       | Par        | Pontszám | Par      | Helyezés |
| ------------------------- | ------------ | ---------- | ---------- | ---------- | ---------- | ---------- | ---------- | ---------- | ---------- | -------- | -------- | -------- |
| Guido Migliozzi           | Férfi egyéni | 71         | 0          | 65         | −6         | 68         | −3         | 72         | +1         | 276      | −8       | 32.      |
| Renato Paratore           | Férfi egyéni | 71         | 0          | 70         | −1         | 67         | −4         | 67         | −4         | 275      | −9       | 27.      |
| Lucrezia Colombotto Rosso | Női egyéni   | 75         | +4         | 74         | +3         | 75         | +4         | 78         | +7         | 302      | +18      | 59.      |
| Giulia Molinaro           | Női egyéni   | 75         | +4         | 71         | 0          | 70         | −1         | 70         | −1         | 286      | +2       | 46.      |

## Gördeszka
Férfi
| Versenyző          | Versenyszám | Selejtező | Selejtező | Döntő   | Döntő   | Helyezés |
| Versenyző          | Versenyszám | Pont      | Hely.     | Pont    | Hely.   | Helyezés |
| ------------------ | ----------- | --------- | --------- | ------- | ------- | -------- |
| Ivan Federico      | Egyéni park | 46,90     | 18.       | kiesett | kiesett | 18.      |
| Alessandro Mazzara | Egyéni park | 65,25     | 12.       | kiesett | kiesett | 12.      |

Női
| Versenyző  | Versenyszám  | Selejtező | Selejtező | Döntő   | Döntő   | Helyezés |
| Versenyző  | Versenyszám  | Pont      | Hely.     | Pont    | Hely.   | Helyezés |
| ---------- | ------------ | --------- | --------- | ------- | ------- | -------- |
| Asia Lanzi | Egyéni utcai | 6,13      | 14.       | kiesett | kiesett | 14.      |

## Hullámlovaglás
| Versenyző           | Versenyszám | 1. forduló                                                                          | 1. forduló | 2. forduló                                                                                               | 2. forduló | 3. forduló                  | Negyeddöntő           | Elődöntő              | Döntő                 | Helyezés |
| Versenyző           | Versenyszám | Ellenfelek Győztes pont                                                             | Hely.      | Ellenfelek Győztes pont                                                                                  | Hely.      | Ellenfél Győztes pont       | Ellenfél Győztes pont | Ellenfél Győztes pont | Ellenfél Győztes pont | Helyezés |
| ------------------- | ----------- | ----------------------------------------------------------------------------------- | ---------- | --- | ---------- | --------------------------- | --------------------- | --------------------- | --------------------- | -------- |
| Leonardo Fioravanti | Férfi       | 1 csoport · Ítalo Ferreira (BRA) · Óhara Hiroto (JPN) · Leandro Usuna (ARG) · 13,67 | 3.         | 2 csoport · Jérémy Florès (FRA) · Julian Wilson (AUS) · Leon Glatzer (GER) · Leandro Usuna (ARG) · 12,53 | 1.         | Lucca Mesinas (PER) · 10,77 | kiesett               | kiesett               | kiesett               | 9.       |

## Íjászat
Férfi
| Versenyző     | Versenyszám | Selejtező | Selejtező | 64-es főtábla                   | 32-es főtábla                     | Nyolcaddöntő                                | Negyeddöntő                     | Elődöntő                                        | Döntő                        | Helyezés |
| Versenyző     | Versenyszám | Pont      | Kiemelés  | Ellenfél Eredmény               | Ellenfél Eredmény                 | Ellenfél Eredmény                           | Ellenfél Eredmény               | Ellenfél Eredmény                               | Ellenfél Eredmény            | Helyezés |
| ------------- | ----------- | --------- | --------- | ------------------------------- | --------------------------------- | ------------------------------------------- | ------------------------------- | ----------------------------------------------- | ---------------------------- | -------- |
| Mauro Nespoli | Egyéni      | 658       | 24.       | Žiga Ravnikar (SLO) (41.) · 6–0 | Gyenyisz Ganykin (KAZ) (9.) · 6–2 | Marcus Vinicius D'Almeida (BRA) (40.) · 6–0 | Florian Unruh (GER) (33.) · 6–4 | Tang Cse-csün (Tang Chih-chun) (TPE)(12.) · 6–2 | Mete Gazoz (TUR) (10.) · 4–6 |          |

Női
| Versenyző                                        | Versenyszám | Selejtező | Selejtező | 64-es főtábla                         | 32-es főtábla                       | Nyolcaddöntő                                                                    | Negyeddöntő                                                                                                  | Elődöntő                         | Döntő                                            | Helyezés |
| Versenyző                                        | Versenyszám | Pont      | Kiemelés  | Ellenfél Eredmény                     | Ellenfél Eredmény                   | Ellenfél Eredmény                                                               | Ellenfél Eredmény                                                                                            | Ellenfél Eredmény                | Ellenfél Eredmény                                | Helyezés |
| ------------------------------------------------ | ----------- | --------- | --------- | ------------------------------------- | ----------------------------------- | ------------------------------------------------------------------------------- | --- | -------------------------------- | ------------------------------------------------ | -------- |
| Tatiana Andreoli                                 | Egyéni      | 627       | 52.       | Lisa Barbelin (FRA) (13.) · 2–6       | kiesett                             | kiesett                                                                         | kiesett | kiesett                          | kiesett                                          | 33.      |
| Lucilla Boari                                    | Egyéni      | 651       | 23.       | Sylwia Zyzańska (POL) (42.) · 6–0     | Chiara Rebagliati (ITA) (10.) · 6–4 | Hanna Maruszava (BLR) (39.) · 6–5                                               | Vu Csia-hszin (Wu Jiaxin) (CHN) (18.) · 6–2                                                                  | Jelena Oszipova (ROC)(22.) · 0–6 | Bronzmérkőzés · Mackenzie Brown (USA) (5.) · 7–1 |          |
| Chiara Rebagliati                                | Egyéni      | 658       | 10.       | Christine Bjerendal (SWE) (55.) · 6–2 | Lucilla Boari (ITA) (23.) · 4–6     | kiesett                                                                         | kiesett | kiesett                          | kiesett                                          | 17.      |
| Tatiana Andreoli Lucilla Boari Chiara Rebagliati | Csapat      | 1936      | 8.        |                                       |                                     | Nagy-Britannia (GBR) · Sarah Bettles · Naomi Folkard · Bryony Pitman (9.) · 5–3 | Dél-Korea (KOR) · Kang Cshejong (Kang Chae-young) · Csang Minhi (Jang Min-hee) · An Szan (An San) (1.) · 0–6 | kiesett                          | kiesett                                          | 7.       |

Vegyes csapat
| Versenyző                       | Versenyszám | Selejtező | Selejtező | Nyolcaddöntő                                                    | Negyeddöntő       | Elődöntő          | Döntő             | Helyezés |
| Versenyző                       | Versenyszám | Pont      | Kiemelés  | Ellenfél Eredmény                                               | Ellenfél Eredmény | Ellenfél Eredmény | Ellenfél Eredmény | Helyezés |
| ------------------------------- | ----------- | --------- | --------- | --------------------------------------------------------------- | ----------------- | ----------------- | ----------------- | -------- |
| Mauro Nespoli Chiara Rebagliati | Vegyes      | 1316      | 11.       | Hollandia (NED) · Gabriela Schloesser · Steve Wijler (6.) · 0–6 | kiesett           | kiesett           | kiesett           | 9.       |

## Kajak-kenu

### Gyorsasági
Férfi
| Versenyző                  | Versenyszám         | Előfutam | Előfutam | Előfutam | Negyeddöntő | Negyeddöntő | Negyeddöntő | Elődöntő | Elődöntő | Elődöntő | Döntő | Döntő    | Döntő    | Helyezés |
| Versenyző                  | Versenyszám         | Idő      | Hely.    | Össz.    | Idő         | Hely.       | Össz.       | Idő      | Hely.    | Össz.    | Típus | Idő      | Helyezés | Helyezés |
| -------------------------- | ------------------- | -------- | -------- | -------- | ----------- | ----------- | ----------- | -------- | -------- | -------- | ----- | -------- | -------- | -------- |
| Manfredi Rizza             | Kajak egyes 200 m   | 34,867   | 1.       | 5.       | erőnyerő    | erőnyerő    | erőnyerő    | 35,171   | 2.       | 5.       | A     | 35,080   | 2.       |          |
| Samuele Burgo              | Kajak egyes 1000 m  | 3:43,746 | 3.       | 14.      | 3:45,993    | 2.          | 4.          | 3:25,673 | 5.       | 8.       | B     | 3:26,169 | 1.       | 9.       |
| Samuele Burgo Luca Beccaro | Kajak kettes 1000 m | 3:28,047 | 4.       | 14.      | 3:12,667    | 3.          | 5.          | 3:20,591 | 5.       | 10.      | B     | 3:22,408 | 3.       | 11.      |

Női
| Versenyző       | Versenyszám       | Előfutam | Előfutam | Előfutam | Negyeddöntő | Negyeddöntő | Negyeddöntő | Elődöntő | Elődöntő | Elődöntő | Döntő   | Döntő   | Döntő    | Helyezés |
| Versenyző       | Versenyszám       | Idő      | Hely.    | Össz.    | Idő         | Hely.       | Össz.       | Idő      | Hely.    | Össz.    | Típus   | Idő     | Helyezés | Helyezés |
| --------------- | ----------------- | -------- | -------- | -------- | ----------- | ----------- | ----------- | -------- | -------- | -------- | ------- | ------- | -------- | -------- |
| Francesca Genzo | Kajak egyes 200 m | 42,198   | 2.       | 16.      | erőnyerő    | erőnyerő    | erőnyerő    | 40,000   | 4.       | 10.      | A       | 40,184  | 7.       | 7.       |
| Francesca Genzo | Kajak egyes 500 m | 1:59,712 | 6.       | 37.      | 2:01,744    | 5.          | 20.         | kiesett  | kiesett  | kiesett  | kiesett | kiesett | kiesett  | 38.      |

### Szlalom
Férfi
| Versenyző           | Versenyszám | Selejtező | Selejtező | Selejtező | Selejtező | Selejtező     | Selejtező     | Elődöntő | Elődöntő | Döntő   | Döntő    |
| Versenyző           | Versenyszám | 1. futam  | 1. futam  | 2. futam  | 2. futam  | Jobb eredmény | Jobb eredmény | Elődöntő | Elődöntő | Döntő   | Döntő    |
| Versenyző           | Versenyszám | Pont      | Hely.     | Pont      | Hely.     | Pont          | Hely.         | Pont     | Hely.    | Pont    | Helyezés |
| ------------------- | ----------- | --------- | --------- | --------- | --------- | ------------- | ------------- | -------- | -------- | ------- | -------- |
| Giovanni De Gennaro | Kajak egyes | 90,92     | 1.        | 90,65     | 2.        | 90,65         | 2.            | 100,23   | 14.      | kiesett | kiesett  |

Női
| Versenyző         | Versenyszám | Selejtező | Selejtező | Selejtező | Selejtező | Selejtező     | Selejtező     | Elődöntő | Elődöntő | Döntő   | Döntő    |
| Versenyző         | Versenyszám | 1. futam  | 1. futam  | 2. futam  | 2. futam  | Jobb eredmény | Jobb eredmény | Elődöntő | Elődöntő | Döntő   | Döntő    |
| Versenyző         | Versenyszám | Pont      | Hely.     | Pont      | Hely.     | Pont          | Hely.         | Pont     | Hely.    | Pont    | Helyezés |
| ----------------- | ----------- | --------- | --------- | --------- | --------- | ------------- | ------------- | -------- | -------- | ------- | -------- |
| Stefanie Horn     | Kajak egyes | 109,82    | 9.        | 104,79    | 4.        | 104,79        | 4.            | 108,52   | 4.       | 106,93  | 4.       |
| Marta Bertoncelli | Kenu egyes  | 121,83    | 13.       | 113,91    | 8.        | 113,91        | 10.           | 145,71   | 15.      | kiesett | kiesett  |

## Karate
Férfi
| Versenyző        | Versenyszám | Csoportkör | Csoportkör | Elődöntő                        | Döntő                      | Helyezés    |
| Versenyző        | Versenyszám | Ellenfél Eredmény | Hely.      | Ellenfél Eredmény               | Ellenfél Eredmény          | Helyezés    |
| ---------------- | ----------- | --- | ---------- | ------------------------------- | -------------------------- | ----------- |
| Angelo Crescenzo | 67 kg       | B csoport · Andrés Madera (VEN) · 0–5 · visszalépett                                                                               | –          | kiesett                         | kiesett                    | helyezetlen |
| Luigi Busà       | 75 kg       | B csoport · Tsuneari Yahiro (AUS) · 5–0 · Nurkanat Azhikanov (KAZ) · 0–2 · Noah Bitsch (GER) · 2(s)–2 · Rafael Aghayev (AZE) · 3–1 | 1.         | Sztanyiszlav Horuna (UKR) · 3–0 | Rafael Aghayev (AZE) · 1–0 |             |

| Versenyző     | Versenyszám | Csoportkör selejtező | Csoportkör selejtező | Csoportkör selejtező | Csoportkör rangsoroló | Csoportkör rangsoroló | Csoportkör rangsoroló | Bronz- mérkőzés | Bronz- mérkőzés | Döntő         | Döntő      | Helyezés |
| Versenyző     | Versenyszám | Ellenfelek pont | Saját pont           | Hely.                | Ellenfelek pont       | Saját pont            | Hely.                 | Ellenfél pont   | Saját pont      | Ellenfél pont | Saját pont | Helyezés |
| ------------- | ----------- | --- | -------------------- | -------------------- | --------------------- | --------------------- | --------------------- | --------------- | --------------- | ------------- | ---------- | -------- |
| Mattia Busato | Kata        | B csoport · Kijuna Rjó (JPN) · 28,33 · Ali Sofuoğlu (TUR) · 27,14 · Antonio Díaz (VEN) · 26,07 · Vang Ji-ta (Wang Yi-ta) (TPE) · 24,97 · Wael Shueb (EOR) · 23,30 | 25,50                | 4.                   | kiesett               | kiesett               | kiesett               | kiesett         | kiesett         | kiesett       | kiesett    | 7.       |

Női
| Versenyző       | Versenyszám | Csoportkör | Csoportkör | Elődöntő          | Döntő             | Helyezés |
| Versenyző       | Versenyszám | Ellenfél Eredmény | Hely.      | Ellenfél Eredmény | Ellenfél Eredmény | Helyezés |
| --------------- | ----------- | --- | ---------- | ----------------- | ----------------- | -------- |
| Silvia Semeraro | +61 kg      | A csoport · Uekuza Ajumi (JPN) · 4–3 · Szofja Berulceva (KAZ) · 1–5 · Irina Zaretska (AZE) · 2–3 · Meltem Hocaoğlu (TUR) · 9–4 | 3.         | kiesett           | kiesett           | 5.       |

| Versenyző       | Versenyszám | Csoportkör selejtező | Csoportkör selejtező | Csoportkör selejtező | Csoportkör rangsoroló                                              | Csoportkör rangsoroló | Csoportkör rangsoroló | Bronz- mérkőzés              | Bronz- mérkőzés | Döntő         | Döntő      | Helyezés |
| Versenyző       | Versenyszám | Ellenfelek pont | Saját pont           | Hely.                | Ellenfelek pont                                                    | Saját pont            | Hely.                 | Ellenfél pont                | Saját pont      | Ellenfél pont | Saját pont | Helyezés |
| --------------- | ----------- | --- | -------------------- | -------------------- | ------------------------------------------------------------------ | --------------------- | --------------------- | ---------------------------- | --------------- | ------------- | ---------- | -------- |
| Viviana Bottaro | Kata        | B csoport · Simizu Kijó (JPN) · 27,70 · Dilara Bozan (TUR) · 24,76 · Alexandra Feracci (FRA) · 24,40 · Andrea Anacan (NZL) · 23,62 | 25,57                | 2.                   | B csoport · Simizu Kijó (JPN) · 27,86 · Dilara Bozan (TUR) · 25,78 | 26,46                 | 2.                    | Sakura Kokumai (USA) · 25,40 | 26,48           |               |            |          |

## Kerékpározás

### BMX
Pálya
| Versenyző       | Versenyszám | Negyeddöntő | Negyeddöntő | Elődöntő | Elődöntő | Döntő   | Döntő    | Helyezés |
| Versenyző       | Versenyszám | Pont        | Helyezés    | Pont     | Helyezés | Idő     | Helyezés | Helyezés |
| --------------- | ----------- | ----------- | ----------- | -------- | -------- | ------- | -------- | -------- |
| Giacomo Fantoni | Férfi       | 14          | 5.          | kiesett  | kiesett  | kiesett | kiesett  | 18.      |

### Hegyi-kerékpározás
| Versenyző            | Versenyszám        | Idő        | Helyezés |
| -------------------- | ------------------ | ---------- | -------- |
| Luca Braidot         | Férfi terepverseny | 1:31:30    | 25.      |
| Nadir Colledani      | Férfi terepverseny | lekörözték | 34.      |
| Gerhard Kerschbaumer | Férfi terepverseny | 1:29:48    | 20.      |
| Eva Lechner          | Női terepverseny   | 1:26:26    | 25.      |

### Országúti kerékpározás
Férfi
| Versenyző       | Versenyszám   | Idő                 | Helyezés |
| --------------- | ------------- | ------------------- | -------- |
| Damiano Caruso  | Mezőnyverseny | 6:11:46 (+6:20)     | 24.      |
| Giulio Ciccone  | Mezőnyverseny | 6:16:53 (+11:27)    | 60.      |
| Gianni Moscon   | Mezőnyverseny | 6:09:08 (+3:42)     | 20.      |
| Vincenzo Nibali | Mezőnyverseny | 6:16:53 (+11:27)    | 53.      |
| Alberto Bettiol | Mezőnyverseny | 6:09:04 (+3:38)     | 14.      |
| Alberto Bettiol | Időfutam      | 57:38,06 (+2:33,87) | 11.      |
| Filippo Ganna   | Időfutam      | 56:09,93 (+1:05,74) | 5.       |

Női
| Versenyző            | Versenyszám   | Idő                 | Helyezés |
| -------------------- | ------------- | ------------------- | -------- |
| Marta Bastianelli    | Mezőnyverseny | 4:02:16 (+9:31)     | 44.      |
| Marta Cavalli        | Mezőnyverseny | 3:54:31 (+1:46)     | 8.       |
| Soraya Paladin       | Mezőnyverseny | 4:08:40 (+15:55)    | 48.      |
| Elisa Longo Borghini | Mezőnyverseny | 3:54:14 (+1:29)     |          |
| Elisa Longo Borghini | Időfutam      | 33:00,89 (+2:47,40) | 10.      |

### Pálya-kerékpározás
Üldözőversenyek
| Versenyző                                                                           | Versenyszám  | Selejtező | Selejtező | Elődöntő                                                                                     | Elődöntő  | Elődöntő | Döntő | Döntő     | Döntő    |
| Versenyző                                                                           | Versenyszám  | Idő       | Hely.     | Ellenfél Idő                                                                                 | Saját idő | Hely.    | Ellenfél Idő | Saját idő | Helyezés |
| ----------------------------------------------------------------------------------- | ------------ | --------- | --------- | -------------------------------------------------------------------------------------------- | --------- | -------- | --- | --------- | -------- |
| Simone Consonni Filippo Ganna Francesco Lamon Jonathan Milan                        | Férfi csapat | 3:45,895  | 2.        | Új-Zéland (NZL) · Aaron Gate · Regan Gough · Jordan Kerby · Campbell Stewart · 3:42,397      | 3:42,307  | 1.       | Dánia (DEN) · Lasse Norman Hansen · Niklas Larsen · Frederik Madsen · Rasmus Pedersen · 3:42,198                 | 3:42,032  |          |
| Elisa Balsamo Rachele Barbieri Vittoria Guazzini Letizia Paternoster Martina Alzini | Női csapat   | 4:11,666  | 4.        | Németország (GER) · Franziska Brauße · Lisa Brennauer · Lisa Klein · Mieke Kröger · 4:06,159 | 4:10,063  | 6.       | 5. helyért · Ausztrália (AUS) · Ashlee Ankudinoff · Georgia Baker · Annette Edmondson · Maeve Plouffe · 4:11,041 | 4:11,108  | 6.       |

Omnium
| Versenyző    | Versenyszám | 10 km-es scratch | 10 km-es scratch | 10 km-es tempóverseny | 10 km-es tempóverseny | Kieséses verseny | Kieséses verseny | 25 km-es pontverseny | 25 km-es pontverseny | Összesítés | Összesítés |
| Versenyző    | Versenyszám | Pont             | Hely.            | Pont                  | Hely.                 | Pont             | Hely.            | Pont                 | Hely.                | Pont       | Helyezés   |
| ------------ | ----------- | ---------------- | ---------------- | --------------------- | --------------------- | ---------------- | ---------------- | -------------------- | -------------------- | ---------- | ---------- |
| Elia Viviani | Férfi       | 16               | 13.              | 26                    | 8.                    | 40               | 1.               | 42                   | 4.                   | 124        |            |

| Versenyző     | Versenyszám | 7,5 km-es scratch | 7,5 km-es scratch | 7,5 km-es tempóverseny | 7,5 km-es tempóverseny | Kieséses verseny | Kieséses verseny | 20 km-es pontverseny | 20 km-es pontverseny | Összesítés | Összesítés |
| Versenyző     | Versenyszám | Pont              | Hely.             | Pont                   | Hely.                  | Pont             | Hely.            | Pont                 | Hely.                | Pont       | Helyezés   |
| ------------- | ----------- | ----------------- | ----------------- | ---------------------- | ---------------------- | ---------------- | ---------------- | -------------------- | -------------------- | ---------- | ---------- |
| Elisa Balsamo | Női         | 16 (DNF)          | =13.              | 22                     | 10.                    | 12               | 15.              | 0                    | 10.                  | 50         | 14.        |

Madison
| Versenyző                         | Versenyszám | Döntő | Döntő | Helyezés |
| Versenyző                         | Versenyszám | Pont  | Hely. | Helyezés |
| --------------------------------- | ----------- | ----- | ----- | -------- |
| Simone Consonni Elia Viviani      | Férfi       | −9    | 10.   | 10.      |
| Elisa Balsamo Letizia Paternoster | Női         | 2     | 8.    | 8.       |

## Kosárlabda

### Férfi
| Olasz férfi kosárlabdacsapat-játékoskeret                                                                      | Olasz férfi kosárlabdacsapat-játékoskeret                                                               |
| --- | --- |
| - Simone Fontecchio - Danilo Gallinari - Nico Mannion - Nicolò Melli - Riccardo Moraschini - Alessandro Pajola | - Achille Polonara - Giampaolo Ricci - Marco Spissu - Amedeo Tessitori - Stefano Tonut - Michele Vitali |

#### Eredmények
Csoportkör
B csoport
| Hely. | Csapat            | M | Gy | V | P+  | P–  | Pk  | P | Továbbjutás |
| ----- | ----------------- | - | -- | - | --- | --- | --- | - | ----------- |
| 1.    | Ausztrália (AUS)  | 3 | 3  | 0 | 259 | 226 | +33 | 6 | Negyeddöntő |
| 2.    | Olaszország (ITA) | 3 | 2  | 1 | 255 | 239 | +16 | 5 | Negyeddöntő |
| 3.    | Németország (GER) | 3 | 1  | 2 | 257 | 273 | −16 | 4 | Negyeddöntő |
| 4.    | Nigéria (NGR)     | 3 | 0  | 3 | 230 | 263 | −33 | 3 |             |

| 2021. július 25. 13:40 (6:40) | Németország (GER)                        | 82–92     | Olaszország (ITA) | Saitama Super Arena, Szaitama Játékvezetők: Antonio Conde (ESP), Ahmed Al-Shuwaili (IRQ), Yevgeniy Mikheyev (KAZ) |
| 2021. július 25. 13:40 (6:40) | (32–22, 14–21, 26–25, 10–24) Jegyzőkönyv |           |                   | Saitama Super Arena, Szaitama Játékvezetők: Antonio Conde (ESP), Ahmed Al-Shuwaili (IRQ), Yevgeniy Mikheyev (KAZ) |
| 2021. július 25. 13:40 (6:40) | Lô 24                                    | Pont      | Fontecchio 20     | Saitama Super Arena, Szaitama Játékvezetők: Antonio Conde (ESP), Ahmed Al-Shuwaili (IRQ), Yevgeniy Mikheyev (KAZ) |
| 2021. július 25. 13:40 (6:40) | Voigtmann 6                              | Lepattanó | Melli 9           | Saitama Super Arena, Szaitama Játékvezetők: Antonio Conde (ESP), Ahmed Al-Shuwaili (IRQ), Yevgeniy Mikheyev (KAZ) |
| 2021. július 25. 13:40 (6:40) | három játékos 4                          | Gólpassz  | Mannion 7         | Saitama Super Arena, Szaitama Játékvezetők: Antonio Conde (ESP), Ahmed Al-Shuwaili (IRQ), Yevgeniy Mikheyev (KAZ) |

| 2021. július 28. 17:20 (10:20) | Olaszország (ITA)                        | 83–86     | Ausztrália (AUS) | Saitama Super Arena, Szaitama Játékvezetők: Michael Weiland (CAN), Steven Anderson (USA), Ahmed Al-Shuwaili (IRQ) |
| 2021. július 28. 17:20 (10:20) | (25–25, 20–19, 17–21, 21–21) Jegyzőkönyv |           |                  | Saitama Super Arena, Szaitama Játékvezetők: Michael Weiland (CAN), Steven Anderson (USA), Ahmed Al-Shuwaili (IRQ) |
| 2021. július 28. 17:20 (10:20) | Fontecchio 22                            | Pont      | Landale 18       | Saitama Super Arena, Szaitama Játékvezetők: Michael Weiland (CAN), Steven Anderson (USA), Ahmed Al-Shuwaili (IRQ) |
| 2021. július 28. 17:20 (10:20) | Polonara 7                               | Lepattanó | három játékos 7  | Saitama Super Arena, Szaitama Játékvezetők: Michael Weiland (CAN), Steven Anderson (USA), Ahmed Al-Shuwaili (IRQ) |
| 2021. július 28. 17:20 (10:20) | Mannion 7                                | Gólpassz  | Ingles, Mills 5  | Saitama Super Arena, Szaitama Játékvezetők: Michael Weiland (CAN), Steven Anderson (USA), Ahmed Al-Shuwaili (IRQ) |

| 2021. július 31. 13:40 (6:40) | Olaszország (ITA)                       | 80–71     | Nigéria (NGR) | Saitama Super Arena, Szaitama Játékvezetők: Antonio Conde (ESP), Roberto Vázquez (PUR), Takaki Kato (JPN) |
| 2021. július 31. 13:40 (6:40) | (29–17, 11–22, 16–24, 24–8) Jegyzőkönyv |           |               | Saitama Super Arena, Szaitama Játékvezetők: Antonio Conde (ESP), Roberto Vázquez (PUR), Takaki Kato (JPN) |
| 2021. július 31. 13:40 (6:40) | Melli 15                                | Pont      | Metu 22       | Saitama Super Arena, Szaitama Játékvezetők: Antonio Conde (ESP), Roberto Vázquez (PUR), Takaki Kato (JPN) |
| 2021. július 31. 13:40 (6:40) | Vitali 6                                | Lepattanó | Metu 10       | Saitama Super Arena, Szaitama Játékvezetők: Antonio Conde (ESP), Roberto Vázquez (PUR), Takaki Kato (JPN) |
| 2021. július 31. 13:40 (6:40) | Fontecchio, Pajola 4                    | Gólpassz  | Metu 3        | Saitama Super Arena, Szaitama Játékvezetők: Antonio Conde (ESP), Roberto Vázquez (PUR), Takaki Kato (JPN) |

Negyeddöntő
| 2021. augusztus 3. 17:20 (10:20) | Olaszország (ITA)                        | 75–84     | Franciaország (FRA) | Saitama Super Arena, Szaitama Játékvezetők: Roberto Vázquez (PUR), Juan Fernández (ARG), Steven Anderson (USA) |
| 2021. augusztus 3. 17:20 (10:20) | (25–20, 17–23, 12–21, 21–20) Jegyzőkönyv |           |                     | Saitama Super Arena, Szaitama Játékvezetők: Roberto Vázquez (PUR), Juan Fernández (ARG), Steven Anderson (USA) |
| 2021. augusztus 3. 17:20 (10:20) | Fontecchio 23                            | Pont      | Gobert 22           | Saitama Super Arena, Szaitama Játékvezetők: Roberto Vázquez (PUR), Juan Fernández (ARG), Steven Anderson (USA) |
| 2021. augusztus 3. 17:20 (10:20) | Gallinari 10                             | Lepattanó | Batum 14            | Saitama Super Arena, Szaitama Játékvezetők: Roberto Vázquez (PUR), Juan Fernández (ARG), Steven Anderson (USA) |
| 2021. augusztus 3. 17:20 (10:20) | Pajola 6                                 | Gólpassz  | de Colo 7           | Saitama Super Arena, Szaitama Játékvezetők: Roberto Vázquez (PUR), Juan Fernández (ARG), Steven Anderson (USA) |

| Csapat            | Helyezés |
| ----------------- | -------- |
| Olaszország (ITA) | 5.       |

### Női 3x3
| Olasz női 3x3 kosárlabdacsapat-játékoskeret | Olasz női 3x3 kosárlabdacsapat-játékoskeret |
| ------------------------------------------- | ------------------------------------------- |
| - Chiara Consolini - Rae Lin D'Alie         | - Marcella Filippi - Giulia Rulli           |

#### Eredmények
Csoportkör
| Hely. | Csapat                                       | M | Gy | V | P+  | P–  | Pk  | Továbbjutás |
| ----- | -------------------------------------------- | - | -- | - | --- | --- | --- | ----------- |
| 1.    | Egyesült Államok (USA)                       | 7 | 6  | 1 | 136 | 98  | +38 | Elődöntő    |
| 2.    | Az Orosz Olimpiai Bizottság versenyzői (ROC) | 7 | 5  | 2 | 129 | 90  | +39 | Elődöntő    |
| 3.    | Kína (CHN)                                   | 7 | 5  | 2 | 127 | 97  | +30 | Negyeddöntő |
| 4.    | Japán (JPN) (R)                              | 7 | 5  | 2 | 130 | 97  | +33 | Negyeddöntő |
| 5.    | Franciaország (FRA)                          | 7 | 4  | 3 | 118 | 116 | +2  | Negyeddöntő |
| 6.    | Olaszország (ITA)                            | 7 | 2  | 5 | 98  | 125 | −27 | Negyeddöntő |
| 7.    | Románia (ROU)                                | 7 | 1  | 6 | 89  | 142 | −53 |             |
| 8.    | Mongólia (MGL)                               | 7 | 0  | 7 | 79  | 141 | −62 |             |

1. 1 2 3  ROC 2–0, Kína 1–1, Japán 0–2

| 2021. július 24. 17:30 | Olaszország (ITA) | 15–14 | Mongólia (MGL) | Aomi Urban Sports Park, Tokió Játékvezetők: Si Csi-zsung (Shi Qirong) (CHN), Vlad Ghizdareanu (ROU) |
| 2021. július 24. 17:30 | Jegyzőkönyv       |       |                | Aomi Urban Sports Park, Tokió Játékvezetők: Si Csi-zsung (Shi Qirong) (CHN), Vlad Ghizdareanu (ROU) |
| 2021. július 24. 17:30 | D'Alie 8          | Pont  | Solongo 7      | Aomi Urban Sports Park, Tokió Játékvezetők: Si Csi-zsung (Shi Qirong) (CHN), Vlad Ghizdareanu (ROU) |

| 2021. július 24. 21:25 | Franciaország (FRA)   | 19–16 | Olaszország (ITA) | Aomi Urban Sports Park, Tokió Játékvezetők: Si Csi-zsung (Shi Qirong) (CHN), Jasmina Juras (SRB) |
| 2021. július 24. 21:25 | Jegyzőkönyv           |       |                   | Aomi Urban Sports Park, Tokió Játékvezetők: Si Csi-zsung (Shi Qirong) (CHN), Jasmina Juras (SRB) |
| 2021. július 24. 21:25 | Cata-Chitiga, Guapo 6 | Pont  | D'Alie 8          | Aomi Urban Sports Park, Tokió Játékvezetők: Si Csi-zsung (Shi Qirong) (CHN), Jasmina Juras (SRB) |

| 2021. július 25. 10:40 | Románia (ROU) | 14–22 | Olaszország (ITA) | Aomi Urban Sports Park, Tokió Játékvezetők: Szu Jü-jen (Su Yu-yen) (TPE), Jevgenyij Osztrovszkij (RUS) |
| 2021. július 25. 10:40 | Jegyzőkönyv   |       |                   | Aomi Urban Sports Park, Tokió Játékvezetők: Szu Jü-jen (Su Yu-yen) (TPE), Jevgenyij Osztrovszkij (RUS) |
| 2021. július 25. 10:40 | Mărginean 6   | Pont  | D'Alie 13         | Aomi Urban Sports Park, Tokió Játékvezetők: Szu Jü-jen (Su Yu-yen) (TPE), Jevgenyij Osztrovszkij (RUS) |

| 2021. július 25. 14:25 | Kína (CHN)                       | 22–13 | Olaszország (ITA) | Aomi Urban Sports Park, Tokió Játékvezetők: Tóth Cecília (HUN), Jevgenyij Osztrovszkij (RUS) |
| 2021. július 25. 14:25 | Jegyzőkönyv                      |       |                   | Aomi Urban Sports Park, Tokió Játékvezetők: Tóth Cecília (HUN), Jevgenyij Osztrovszkij (RUS) |
| 2021. július 25. 14:25 | Csang Cse-ting (Zhang Zhiting) 8 | Pont  | D'Alie 6          | Aomi Urban Sports Park, Tokió Játékvezetők: Tóth Cecília (HUN), Jevgenyij Osztrovszkij (RUS) |

| 2021. július 26. 14:25 | Olaszország (ITA) | 10–22 | Japán (JPN) | Aomi Urban Sports Park, Tokió Játékvezetők: Tóth Cecília (HUN), Szu Jü-jen (Su Yu-yen) (TPE) |
| 2021. július 26. 14:25 | Jegyzőkönyv       |       |             | Aomi Urban Sports Park, Tokió Játékvezetők: Tóth Cecília (HUN), Szu Jü-jen (Su Yu-yen) (TPE) |
| 2021. július 26. 14:25 | Consolini 4       | Pont  | Mawuli 8    | Aomi Urban Sports Park, Tokió Játékvezetők: Tóth Cecília (HUN), Szu Jü-jen (Su Yu-yen) (TPE) |

| 2021. július 26. 17:55 | Olaszország (ITA) | 13–17 | Egyesült Államok (USA) | Aomi Urban Sports Park, Tokió Játékvezetők: Si Csi-zsung (Shi Qirong) (CHN), Vlad Ghizdareanu (ROU) |
| 2021. július 26. 17:55 | Jegyzőkönyv       |       |                        | Aomi Urban Sports Park, Tokió Játékvezetők: Si Csi-zsung (Shi Qirong) (CHN), Vlad Ghizdareanu (ROU) |
| 2021. július 26. 17:55 | D'Alie, Rulli 4   | Pont  | Dolson, Gray 6         | Aomi Urban Sports Park, Tokió Játékvezetők: Si Csi-zsung (Shi Qirong) (CHN), Vlad Ghizdareanu (ROU) |

| 2021. július 27. 17:25 | Az Orosz Olimpiai Bizottság versenyzői (ROC) | 17–9 | Olaszország (ITA) | Aomi Urban Sports Park, Tokió Játékvezetők: Marek Maliszewski (POL), Vanessa Devlin (AUS) |
| 2021. július 27. 17:25 | Jegyzőkönyv                                  |      |                   | Aomi Urban Sports Park, Tokió Játékvezetők: Marek Maliszewski (POL), Vanessa Devlin (AUS) |
| 2021. július 27. 17:25 | O. Frolkina 6                                | Pont | Rulli 5           | Aomi Urban Sports Park, Tokió Játékvezetők: Marek Maliszewski (POL), Vanessa Devlin (AUS) |

Az elődöntőbe jutásért
| 2021. július 27. 20:30 | Kína (CHN)                | 19–13 | Olaszország (ITA)   | Aomi Urban Sports Park, Tokió Játékvezetők: Vanessa Devlin (AUS), Vlad Ghizdareanu (ROU) |
| 2021. július 27. 20:30 | Jegyzőkönyv               |       |                     | Aomi Urban Sports Park, Tokió Játékvezetők: Vanessa Devlin (AUS), Vlad Ghizdareanu (ROU) |
| 2021. július 27. 20:30 | Vang Li-li (Wang Lili) 11 | Pont  | Consolini, D'Alie 5 | Aomi Urban Sports Park, Tokió Játékvezetők: Vanessa Devlin (AUS), Vlad Ghizdareanu (ROU) |

| Csapat            | Helyezés |
| ----------------- | -------- |
| Olaszország (ITA) | 6.       |

## Lovaglás
Díjlovaglás
| Versenyző      | Ló                | Versenyszám | Selejtező | Selejtező | Selejtező | Döntő   | Döntő   | Végeredmény | Végeredmény |
| Versenyző      | Ló                | Versenyszám | Csop.     | Pont      | Hely.     | Pont    | Hely.   | Pont        | Helyezés    |
| -------------- | ----------------- | ----------- | --------- | --------- | --------- | ------- | ------- | ----------- | ----------- |
| Francesco Zaza | Wispering Romance | Egyéni      | B         | 66,941    | 8.        | kiesett | kiesett | 66,941      | 43.         |

Díjugratás
| Versenyző         | Ló     | Versenyszám | Selejtező | Selejtező | Selejtező | Döntő       | Döntő       | Döntő       | Döntő     | Döntő     | Döntő     | Végeredmény |
| Versenyző         | Ló     | Versenyszám | Selejtező | Selejtező | Selejtező | Alapverseny | Alapverseny | Alapverseny | Szétugrás | Szétugrás | Szétugrás | Végeredmény |
| Versenyző         | Ló     | Versenyszám | Bünt.     | Idő       | Hely.     | Bünt.       | Idő         | Hely.       | Bünt.     | Idő       | Hely.     | Helyezés    |
| ----------------- | ------ | ----------- | --------- | --------- | --------- | ----------- | ----------- | ----------- | --------- | --------- | --------- | ----------- |
| Emanuele Gaudiano | Chalou | Egyéni      | 9         | 89,48     | =47.      | kiesett     | kiesett     | kiesett     | kiesett   | kiesett   | kiesett   | 47.         |

Lovastusa
| Versenyző                                        | Ló                                                            | Versenyszám | Díjlovaglás | Díjlovaglás | Tereplovaglás | Tereplovaglás | Tereplovaglás | Díjugratás | Díjugratás  | Díjugratás | Díjugratás | Végeredmény | Végeredmény |
| Versenyző                                        | Ló                                                            | Versenyszám | Díjlovaglás | Díjlovaglás | Tereplovaglás | Tereplovaglás | Tereplovaglás | Selejtező  | Selejtező   | Selejtező  | Döntő      | Végeredmény | Végeredmény |
| Versenyző                                        | Ló                                                            | Versenyszám | Bünt.       | Hely.       | Bünt.         | Bünt. össz.   | Hely.         | Bünt.      | Bünt. össz. | Hely.      | Bünt.      | Bünt.       | Helyezés    |
| ------------------------------------------------ | ------------------------------------------------------------- | ----------- | ----------- | ----------- | ------------- | ------------- | ------------- | ---------- | ----------- | ---------- | ---------- | ----------- | ----------- |
| Susanna Bordone                                  | Imperial van de Holtakkers                                    | Egyéni      | 33,9        | 36.         | 11,0          | 44,9          | 28.           | 0,0        | 44,9        | 22.        | 5,6        | 50,5        | 18.         |
| Vittoria Panizzon                                | Super Cillious                                                | Egyéni      | 38,6        | 52.         | 3,6           | 42,2          | 25.           | 8,0        | 50,2        | 27.        | kiesett    | 50,2        | 27.         |
| Arianna Schivo                                   | Quefira de l'Ormeau                                           | Egyéni      | 42,9        | 58.         | 2,8           | 45,7          | 29.           | 4,0        | 49,7        | 26.        | kiesett    | 49,7        | 26.         |
| Susanna Bordone Vittoria Panizzon Arianna Schivo | Imperial van de Holtakkers Super Cillious Quefira de l'Ormeau | Csapat      | 115,4       | 15.         | 17,4          | 132,8         | 7.            |            |             |            | 12,0       | 144,8       | 7.          |

## Műugrás
Férfi
| Versenyző                        | Versenyszám      | Selejtező | Selejtező | Elődöntő | Elődöntő | Döntő   | Döntő    |
| Versenyző                        | Versenyszám      | Pont      | Helyezés  | Pont     | Helyezés | Pont    | Helyezés |
| -------------------------------- | ---------------- | --------- | --------- | -------- | -------- | ------- | -------- |
| Lorenzo Marsaglia                | Egyéni műugrás   | 369,60    | 20.       | kiesett  | kiesett  | kiesett | kiesett  |
| Lorenzo Marsaglia Giovanni Tocci | Szinkron műugrás |           |           |          |          | 388,05  | 6.       |

Női
| Versenyző                        | Versenyszám        | Selejtező | Selejtező | Elődöntő | Elődöntő | Döntő   | Döntő    |
| Versenyző                        | Versenyszám        | Pont      | Helyezés  | Pont     | Helyezés | Pont    | Helyezés |
| -------------------------------- | ------------------ | --------- | --------- | -------- | -------- | ------- | -------- |
| Bátki Noémi                      | Egyéni toronyugrás | 226,95    | 27.       | kiesett  | kiesett  | kiesett | kiesett  |
| Sarah Jodoin Di Maria            | Egyéni toronyugrás | 291,05    | 15.       | 294,00   | 14.      | kiesett | kiesett  |
| Elena Bertocchi Chiara Pellacani | Szinkron műugrás   |           |           |          |          | 267,48  | 7.       |

## Ökölvívás
Női
| Versenyző           | Versenyszám | Selejtező                       | Nyolcaddöntő                                   | Negyeddöntő                | Elődöntő                   | Döntő             | Helyezés |
| Versenyző           | Versenyszám | Ellenfél Eredmény               | Ellenfél Eredmény                              | Ellenfél Eredmény          | Ellenfél Eredmény          | Ellenfél Eredmény | Helyezés |
| ------------------- | ----------- | ------------------------------- | ---------------------------------------------- | -------------------------- | -------------------------- | ----------------- | -------- |
| Giordana Sorrentino | Légsúly     | Irismar Cardozo (VEN) · 5–0     | Huang Hsziao-ven (Huang Hsiao-wen) (TPE) · 0–5 | kiesett                    | kiesett                    | kiesett           | 9.       |
| Irma Testa          | Pehelysúly  | Liudmila Vorontsova (ROC) · 4–1 | Michaela Walsh (IRL) · 5–0                     | Caroline Veyre (CAN) · 5–0 | Nesthy Petecio (PHI) · 1–4 | kiesett           |          |
| Rebecca Nicoli      | Könnyűsúly  | Esmeralda Falcón (MEX) · 4–1    | Kellie Harrington (IRL) · 0–5                  | kiesett                    | kiesett                    | kiesett           | 9.       |
| Angela Carini       | Váltósúly   | erőnyerő                        | Chen Nien-chin (TPE) · 2–3                     | kiesett                    | kiesett                    | kiesett           | 9.       |

## Öttusa
| Versenyző     | Versenyszám | Vívás (V) | Vívás (V) | Úszás   | Úszás | Úszás | Bónusz vívás (B) | Bónusz vívás (B) | Bónusz vívás (B) | Lovaglás      | Lovaglás      | Lovaglás | Lovaglás | Futás/Lövészet | Futás/Lövészet | Futás/Lövészet | Futás/Lövészet | Összesen    | Összesen |
| Versenyző     | Versenyszám | Eredmény  | Pont      | Idő     | Pont  | Hely. | Eredmény         | Pont             | V+B Hely.        | Idő           | Hibapont      | Pont     | Hely.    | Lövőhiba       | Idő            | Pont           | Hely.          | Összes pont | Helyezés |
| ------------- | ----------- | --------- | --------- | ------- | ----- | ----- | ---------------- | ---------------- | ---------------- | ------------- | ------------- | -------- | -------- | -------------- | -------------- | -------------- | -------------- | ----------- | -------- |
| Elena Micheli | Női         | 17–18     | 202       | 2:09,22 | 292   | 6.    | 6–1              | 6                | 15.              | nem ért célba | nem ért célba | 0        | 31.      | 7              | 12:31,91       | 549            | 15.            | 1049        | 33.      |
| Alice Sotero  | Női         | 21–14     | 226       | 2:10,65 | 289   | 9.    | 1–1              | 1                | 5.               | 81,35         | 15            | 285      | 20.      | 21             | 12:24,38       | 556            | 13.            | 1363        | 4.       |

## Röplabda

### Férfi
| Olasz férfi röplabdacsapat-játékoskeret                                                                 | Olasz férfi röplabdacsapat-játékoskeret                                                                   |
| --- | --- |
| - Simone Anzani - Massimo Colaci - Gianluca Galassi - Simone Giannelli - Osmany Juantorena - Jiří Kovář | - Daniele Lavia - Alessandro Michieletto - Matteo Piano - Riccardo Sbertoli - Luca Vettori - Ivan Zaytsev |

#### Eredmények
Csoportkör
A csoport
| Hely. | Csapat              | M | Gy | V | Pont | Sz+ | Sz– | SzA   | P+  | P–  | PA    | Továbbjutás |
| ----- | ------------------- | - | -- | - | ---- | --- | --- | ----- | --- | --- | ----- | ----------- |
| 1.    | Lengyelország (POL) | 5 | 4  | 1 | 13   | 14  | 4   | 3,500 | 435 | 365 | 1,192 | Negyeddöntő |
| 2.    | Olaszország (ITA)   | 5 | 4  | 1 | 11   | 12  | 7   | 1,714 | 447 | 411 | 1,088 | Negyeddöntő |
| 3.    | Japán (JPN) (R)     | 5 | 3  | 2 | 7    | 10  | 9   | 1,111 | 437 | 433 | 1,009 | Negyeddöntő |
| 4.    | Kanada (CAN)        | 5 | 2  | 3 | 7    | 9   | 9   | 1,000 | 396 | 387 | 1,023 | Negyeddöntő |
| 5.    | Irán (IRI)          | 5 | 2  | 3 | 6    | 9   | 11  | 0,818 | 453 | 460 | 0,985 |             |
| 6.    | Venezuela (VEN)     | 5 | 0  | 5 | 0    | 1   | 15  | 0,067 | 281 | 393 | 0,715 |             |

| 2021. július 24. 9:00 (2:00) | Olaszország (ITA)                               | 3–2 | Kanada (CAN) | Ariake Arena, Tokió Játékvezető: Evgeny Makshanov (RUS), Liu Jiang (CHN) |
| 2021. július 24. 9:00 (2:00) | (26–28, 18–25, 25–21, 25–18, 15–11) Jegyzőkönyv |     |              | Ariake Arena, Tokió Játékvezető: Evgeny Makshanov (RUS), Liu Jiang (CHN) |

| 2021. július 26. 14:20 (7:20) | Lengyelország (POL)               | 3–0 | Olaszország (ITA) | Ariake Arena, Tokió Játékvezető: Paulo Turci (BRA), Denny Cespedes (DOM) |
| 2021. július 26. 14:20 (7:20) | (25–20, 26–24, 25–20) Jegyzőkönyv |     |                   | Ariake Arena, Tokió Játékvezető: Paulo Turci (BRA), Denny Cespedes (DOM) |

| 2021. július 28. 19:40 (12:40) | Japán (JPN)                              | 1–3 | Olaszország (ITA) | Ariake Arena, Tokió Játékvezető: Juraj Mokrý (SVK), Fabrice Collados (FRA) |
| 2021. július 28. 19:40 (12:40) | (20–25, 17–25, 25–23, 21–25) Jegyzőkönyv |     |                   | Ariake Arena, Tokió Játékvezető: Juraj Mokrý (SVK), Fabrice Collados (FRA) |

| 2021. július 30. 19:40 (12:40) | Olaszország (ITA)                        | 3–1 | Irán (IRI) | Ariake Arena, Tokió Játékvezető: Vladimir Simonović (SRB), Denny Cespedes (DOM) |
| 2021. július 30. 19:40 (12:40) | (30–28, 25–21, 21–25, 25–21) Jegyzőkönyv |     |            | Ariake Arena, Tokió Játékvezető: Vladimir Simonović (SRB), Denny Cespedes (DOM) |

| 2021. augusztus 1. 16:25 (9:25) | Olaszország (ITA)                 | 3–0 | Venezuela (VEN) | Ariake Arena, Tokió Játékvezető: Hernán Casamiquela (ARG), Sumie Myoi (JPN) |
| 2021. augusztus 1. 16:25 (9:25) | (25–22, 25–15, 25–17) Jegyzőkönyv |     |                 | Ariake Arena, Tokió Játékvezető: Hernán Casamiquela (ARG), Sumie Myoi (JPN) |

Negyeddöntő
| 2021. augusztus 3. 17:00 (10:00) | Olaszország (ITA)                               | 2–3 | Argentína (ARG) | Ariake Arena, Tokió Játékvezető: Vladimir Simonović (SRB), Wojciech Maroszek (POL) |
| 2021. augusztus 3. 17:00 (10:00) | (25–21, 23–25, 22–25, 25–14, 12–15) Jegyzőkönyv |     |                 | Ariake Arena, Tokió Játékvezető: Vladimir Simonović (SRB), Wojciech Maroszek (POL) |

| Csapat            | Helyezés |
| ----------------- | -------- |
| Olaszország (ITA) | 6.       |

### Női
| Olasz női röplabdacsapat-játékoskeret                                                                        | Olasz női röplabdacsapat-játékoskeret                                                              |
| --- | -------------------------------------------------------------------------------------------------- |
| - Caterina Bosetti - Cristina Chirichella - Anna Danesi - Monica De Gennaro - Paola Egonu - Sarah Luisa Fahr | - Raphaela Folie - Ofelia Malinov - Alessia Orro - Elena Pietrini - Indre Sorokaite - Miriam Sylla |

#### Eredmények
Csoportkör
B csoport
| Hely. | Csapat                                       | M | Gy | V | Pont | Sz+ | Sz– | SzA   | P+  | P–  | PA    | Továbbjutás |
| ----- | -------------------------------------------- | - | -- | - | ---- | --- | --- | ----- | --- | --- | ----- | ----------- |
| 1.    | Egyesült Államok (USA)                       | 5 | 4  | 1 | 10   | 12  | 7   | 1,714 | 418 | 401 | 1,042 | Negyeddöntő |
| 2.    | Olaszország (ITA)                            | 5 | 3  | 2 | 10   | 11  | 7   | 1,571 | 409 | 377 | 1,085 | Negyeddöntő |
| 3.    | Törökország (TUR)                            | 5 | 3  | 2 | 9    | 12  | 8   | 1,500 | 434 | 416 | 1,043 | Negyeddöntő |
| 4.    | Az Orosz Olimpiai Bizottság versenyzői (ROC) | 5 | 3  | 2 | 9    | 11  | 8   | 1,375 | 422 | 378 | 1,116 | Negyeddöntő |
| 5.    | Kína (CHN)                                   | 5 | 2  | 3 | 7    | 8   | 9   | 0,889 | 374 | 385 | 0,971 |             |
| 6.    | Argentína (ARG)                              | 5 | 0  | 5 | 0    | 0   | 15  | 0,000 | 275 | 375 | 0,733 |             |

| 2021. július 25. 9:00 (2:00) | Az Orosz Olimpiai Bizottság versenyzői (ROC) | 0–3 | Olaszország (ITA) | Ariake Arena, Tokió Nézőszám: 0 Játékvezető: Patricia Rolf (USA), Wojciech Maroszek (POL) |
| 2021. július 25. 9:00 (2:00) | (23–25, 19–25, 14–25) Jegyzőkönyv            |     |                   | Ariake Arena, Tokió Nézőszám: 0 Játékvezető: Patricia Rolf (USA), Wojciech Maroszek (POL) |

| 2021. július 27. 16:25 (9:25) | Olaszország (ITA)                        | 3–1 | Törökország (TUR) | Ariake Arena, Tokió Játékvezető: Denny Cespedes (DOM), Hernán Casamiquela (ARG) |
| 2021. július 27. 16:25 (9:25) | (25–22, 23–25, 25–20, 25–15) Jegyzőkönyv |     |                   | Ariake Arena, Tokió Játékvezető: Denny Cespedes (DOM), Hernán Casamiquela (ARG) |

| 2021. július 29. 9:00 (2:00) | Olaszország (ITA)                 | 3–0 | Argentína (ARG) | Ariake Arena, Tokió Játékvezető: Susana Rodríguez (ESP), Liu Jiang (CHN) |
| 2021. július 29. 9:00 (2:00) | (25–21, 25–16, 25–15) Jegyzőkönyv |     |                 | Ariake Arena, Tokió Játékvezető: Susana Rodríguez (ESP), Liu Jiang (CHN) |

| 2021. július 31. 21:45 (14:45) | Kína (CHN)                        | 3–0 | Olaszország (ITA) | Ariake Arena, Tokió Játékvezető: Shin Muranaka (JPN), Evgeny Makshanov (RUS) |
| 2021. július 31. 21:45 (14:45) | (25–21, 25–20, 26–24) Jegyzőkönyv |     |                   | Ariake Arena, Tokió Játékvezető: Shin Muranaka (JPN), Evgeny Makshanov (RUS) |

| 2021. augusztus 2. 11:05 (4:05) | Egyesült Államok (USA)                          | 3–2 | Olaszország (ITA) | Ariake Arena, Tokió Játékvezető: Liu Jiang (CHN), Luis Macias (MEX) |
| 2021. augusztus 2. 11:05 (4:05) | (21–25, 25–16, 25–27, 25–16, 15–12) Jegyzőkönyv |     |                   | Ariake Arena, Tokió Játékvezető: Liu Jiang (CHN), Luis Macias (MEX) |

Negyeddöntő
| 2021. augusztus 4. 17:00 (10:00) | Szerbia (SRB)                     | 3–0 | Olaszország (ITA) | Ariake Arena, Tokió Játékvezető: Paulo Turci (BRA), Evgeny Makshanov (RUS) |
| 2021. augusztus 4. 17:00 (10:00) | (25–21, 25–14, 25–21) Jegyzőkönyv |     |                   | Ariake Arena, Tokió Játékvezető: Paulo Turci (BRA), Evgeny Makshanov (RUS) |

| Csapat            | Helyezés |
| ----------------- | -------- |
| Olaszország (ITA) | 6.       |

### Strandröplabda

#### Férfi
| Versenyző                     | Csoportkör | Csoportkör | 16 közé jutásért  | Nyolcaddöntő                                                        | Negyeddöntő                                                 | Elődöntő          | Döntő             | Helyezés |
| Versenyző                     | Ellenfél Eredmény | Hely.      | Ellenfél Eredmény | Ellenfél Eredmény                                                   | Ellenfél Eredmény                                           | Ellenfél Eredmény | Ellenfél Eredmény | Helyezés |
| ----------------------------- | --- | ---------- | ----------------- | ------------------------------------------------------------------- | ----------------------------------------------------------- | ----------------- | ----------------- | -------- |
| Adrian Carambula Enrico Rossi | C csoport · Egyesült Államok (USA) · Tri Bourne · Jake Gibb · 18–21, 19–21 · Katar (QAT) · Ahmed Tijan · Cherif Younousse · 22–24, 13–21 · Svájc (SUI) · Mirco Gerson · Adrian Heidrich · 14–21, 26–24, 13–15                         | 4.         | kiesett           | kiesett                                                             | kiesett                                                     | kiesett           | kiesett           | 19.      |
| Daniele Lupo Paolo Nicolai    | F csoport · Németország (GER) · Julius Thole · Clemens Wickler · 19–21, 21–19, 15–13 · Japán (JPN) · Isidzsima Júszuke · Siratori Kacuhiro · 21–19, 21–16 · Lengyelország (POL) · Piotr Kantor · Bartosz Łosiak · 21–19, 17–21, 15–10 | 1.         |                   | Lengyelország (POL) · Michał Bryl · Grzegorz Fijałek · 22–20, 21–18 | Katar (QAT) · Ahmed Tijan · Cherif Younousse · 17–21, 21–23 | kiesett           | kiesett           | 5.       |

#### Női
| Versenyző                          | Csoportkör | Csoportkör | 16 közé jutásért  | Nyolcaddöntő      | Negyeddöntő       | Elődöntő          | Döntő             | Helyezés |
| Versenyző                          | Ellenfél Eredmény | Hely.      | Ellenfél Eredmény | Ellenfél Eredmény | Ellenfél Eredmény | Ellenfél Eredmény | Ellenfél Eredmény | Helyezés |
| ---------------------------------- | --- | ---------- | ----------------- | ----------------- | ----------------- | ----------------- | ----------------- | -------- |
| Marta Menegatti Viktoria Orsi Toth | E csoport · Az Orosz Olimpiai Bizottság versenyzői (ROC) · Szvetlana Holomina · Nagyezsda Makroguzova · 18–21, 15–21 · Ausztrália (AUS) · Mariafe Artacho del Solar · Taliqua Clancy · 20–22, 19–21 · Kuba (CUB) · Lidianny Echevarría · Leila Martínez · 16–21, 16–21 | 4.         | kiesett           | kiesett           | kiesett           | kiesett           | kiesett           | 19.      |

## Softball
| Olasz női softballcsapat-játékoskeret | Olasz női softballcsapat-játékoskeret                                                                                              |
| --- | --- |
| - Ilaria Cacciamani - Emily Carosone - Elisa Cecchetti - Greta Cecchetti - Amanda Fama - Andrea Filler - Marta Gasparotto - Andrea Howard | - Giulia Koutsoyanopulos - Alexia Lacatena - Giulia Longhi - Fabrizia Marrone - Erika Piancastelli - Beatrice Ricchi - Laura Vigna |

### Eredmények
Csoportkör
| Hely. | Csapat                 | M | Gy | V | F+ | F– | Fk  |
| ----- | ---------------------- | - | -- | - | -- | -- | --- |
| 1.    | Egyesült Államok (USA) | 5 | 5  | 0 | 9  | 2  | +7  |
| 2.    | Japán (JPN)            | 5 | 4  | 1 | 18 | 5  | +13 |
| 3.    | Kanada (CAN)           | 5 | 3  | 2 | 19 | 4  | +15 |
| 4.    | Mexikó (MEX)           | 5 | 2  | 3 | 11 | 10 | +1  |
| 5.    | Ausztrália (AUS)       | 5 | 1  | 4 | 5  | 21 | −16 |
| 6.    | Olaszország (ITA)      | 5 | 0  | 5 | 1  | 21 | −20 |

1. forduló
- július 21., 12:00 (5:00)

| Csapat                 | 1 | 2 | 3 | 4 | 5 | 6 | 7 | F | T | H |
| ---------------------- | - | - | - | - | - | - | - | - | - | - |
| Olaszország (ITA)      | 0 | 0 | 0 | 0 | 0 | 0 | 0 | 0 | 1 | 2 |
| Egyesült Államok (USA) | 0 | 0 | 0 | 1 | 1 | 0 | X | 2 | 5 | 0 |

2. forduló
- július 22., 15:00 (8:00)

| Csapat            | 1 | 2 | 3 | 4 | 5 | 6 | 7 | F | T | H |
| ----------------- | - | - | - | - | - | - | - | - | - | - |
| Olaszország (ITA) | 0 | 0 | 0 | 0 | 0 | 0 | 0 | 0 | 4 | 0 |
| Ausztrália (AUS)  | 0 | 1 | 0 | 0 | 0 | 0 | X | 1 | 4 | 0 |

3. forduló
- július 24., 20:00 (13:00)

| Csapat            | 1 | 2 | 3 | 4 | 5 | 6 | 7 | F | T | H |
| ----------------- | - | - | - | - | - | - | - | - | - | - |
| Japán (JPN)       | 0 | 0 | 0 | 2 | 0 | 3 | 0 | 5 | 6 | 0 |
| Olaszország (ITA) | 0 | 0 | 0 | 0 | 0 | 0 | 0 | 0 | 3 | 0 |

4. forduló
- július 25., 20:00 (13:00)

| Csapat            | 1 | 2 | 3 | 4 | 5 | 6 | 7 | F | T | H |
| ----------------- | - | - | - | - | - | - | - | - | - | - |
| Olaszország (ITA) | 0 | 0 | 0 | 0 | 0 | 0 | 0 | 0 | 1 | 0 |
| Mexikó (MEX)      | 0 | 1 | 1 | 0 | 3 | 0 | X | 5 | 9 | 0 |

5. forduló
- július 26., 14:30 (7:30)

| Csapat            | 1 | 2 | 3 | 4 | 5 | 6 | 7 | F | T | H |
| ----------------- | - | - | - | - | - | - | - | - | - | - |
| Kanada (CAN)      | 0 | 1 | 1 | 0 | 3 | 3 | X | 8 | 7 | 1 |
| Olaszország (ITA) | 0 | 0 | 1 | 0 | 0 | 0 | X | 1 | 4 | 2 |

| Csapat            | Helyezés |
| ----------------- | -------- |
| Olaszország (ITA) | 6.       |

## Sportlövészet
Férfi
| Versenyző         | Versenyszám           | Selejtező | Selejtező | Döntő   | Döntő    |
| Versenyző         | Versenyszám           | Pont      | Helyezés  | Pont    | Helyezés |
| ----------------- | --------------------- | --------- | --------- | ------- | -------- |
| Tommaso Chelli    | Gyorstüzelő pisztoly  | 577       | 14.       | kiesett | kiesett  |
| Riccardo Mazzetti | Gyorstüzelő pisztoly  | 572       | 16.       | kiesett | kiesett  |
| Paolo Monna       | Légpisztoly           | 570       | 26.       | kiesett | kiesett  |
| Marco Suppini     | Légpuska              | 622,1     | 35.       | kiesett | kiesett  |
| Lorenzo Bacci     | Légpuska              | 622,2     | 34.       | kiesett | kiesett  |
| Lorenzo Bacci     | Sportpuska, összetett | 1159      | 30.       | kiesett | kiesett  |
| Marco De Nicolo   | Sportpuska, összetett | 1168      | 19.       | kiesett | kiesett  |
| Tammaro Cassandro | Skeet                 | 124       | 2.        | 16      | 6.       |
| Gabriele Rossetti | Skeet                 | 121       | 10.       | kiesett | kiesett  |
| Mauro De Filippis | Trap                  | 122       | 10.       | kiesett | kiesett  |

Női
| Versenyző        | Versenyszám           | Selejtező | Selejtező | Döntő   | Döntő    |
| Versenyző        | Versenyszám           | Pont      | Helyezés  | Pont    | Helyezés |
| ---------------- | --------------------- | --------- | --------- | ------- | -------- |
| Sofia Ceccarello | Légpuska              | 627,3     | 10.       | kiesett | kiesett  |
| Sofia Ceccarello | Sportpuska, összetett | 1163      | 21.       | kiesett | kiesett  |
| Diana Bacosi     | Skeet                 | 123       | 2.        | 55      |          |
| Chiara Cainero   | Skeet                 | 114       | 20.       | kiesett | kiesett  |
| Jessica Rossi    | Trap                  | 119       | 8.        | kiesett | kiesett  |
| Silvana Stanco   | Trap                  | 121       | 3.        | 22      | 5.       |

Vegyes
| Versenyző                       | Versenyszám | Selejtező | Selejtező | Elődöntő | Elődöntő | Döntő   | Döntő    |
| Versenyző                       | Versenyszám | Pont      | Helyezés  | Pont     | Helyezés | Pont    | Helyezés |
| ------------------------------- | ----------- | --------- | --------- | -------- | -------- | ------- | -------- |
| Sofia Ceccarello Marco Suppini  | Légpuska    | 622,1     | 24.       | kiesett  | kiesett  | kiesett | kiesett  |
| Mauro De Filippis Jessica Rossi | Trap        | 141       | 12.       |          |          | kiesett | kiesett  |

## Sportmászás
| Versenyző          | Versenyszám | Selejtező            | Selejtező            | Selejtező            | Selejtező         | Selejtező         | Selejtező      | Selejtező      | Selejtező      | Selejtező      | Selejtező      | Selejtező      | Selejtező        | Selejtező        | Selejtező        | Selejtező        | Selejtező        | Összesítés | Összesítés |
| Versenyző          | Versenyszám | Gyorsasági mászás    | Gyorsasági mászás    | Gyorsasági mászás    | Gyorsasági mászás | Gyorsasági mászás | Boulder mászás | Boulder mászás | Boulder mászás | Boulder mászás | Boulder mászás | Boulder mászás | Boulder mászás   | Nehézségi mászás | Nehézségi mászás | Nehézségi mászás | Nehézségi mászás | Összesítés | Összesítés |
| Versenyző          | Versenyszám | A                    | B                    | Jobb idő             | Pont              | Hely.             | 1              | 2              | 3              | 4              | Összesítés     | Pont           | Hely.            | Elért zóna       | idő              | Pont             | Hely.            | Pont       | Hely.      |
| ------------------ | ----------- | -------------------- | -------------------- | -------------------- | ----------------- | ----------------- | -------------- | -------------- | -------------- | -------------- | -------------- | -------------- | ---------------- | ---------------- | ---------------- | ---------------- | ---------------- | ---------- | ---------- |
| Ludovico Fossali   | Férfi       | 6,71                 | 7,39                 | 6,71                 | 13                | 13.               | -              | -              | -              | -              | 0T0z 0 0       | 19.5           | 19.              | 25               | 2,48             | 18               | 18.              | 4563       | 19.        |
| Michael Piccolruaz | Férfi       | 6,33                 | 6,46                 | 6,33                 | 8                 | 8.                | T5z5           | -              | z2             | -              | 1T2z 5 7       | 13             | 13.              | 28+              | 2,33             | 12               | 12.              | 1248       | 15.        |
| Laura Rogora       | Női         | 10,50                | Fall                 | 10,50                | 19                | 19.               | z1             | z2             | T1z1           | z1             | 1T4z 1 5       | 7              | 7.               | 25               | -                | 10               | 10.              | 1330       | 15.        |
| Versenyző          | Versenyszám | Döntő                | Döntő                | Döntő                | Döntő             | Döntő             | Döntő          | Döntő          | Döntő          | Döntő          | Döntő          | Döntő          | Döntő            | Döntő            | Döntő            | Döntő            | Döntő            | Döntő      | Helyezés   |
| Versenyző          | Versenyszám | Gyorsasági mászás    | Gyorsasági mászás    | Gyorsasági mászás    | Gyorsasági mászás | Gyorsasági mászás | Boulder mászás | Boulder mászás | Boulder mászás | Boulder mászás | Boulder mászás | Boulder mászás | Nehézségi mászás | Nehézségi mászás | Nehézségi mászás | Nehézségi mászás | Összesítés       | Összesítés | Helyezés   |
| Versenyző          | Versenyszám | Negyeddöntő          | Elődöntő             | Döntő                | Pont              | Hely.             | 1              | 2              | 3              | Összesítés     | Pont           | Hely.          | Elért zóna       | idő              | Pont             | Hely.            | Pont             | Hely.      | Helyezés   |
| Versenyző          | Versenyszám | Ellenfél Győztes idő | Ellenfél Győztes idő | Ellenfél Győztes idő | Pont              | Hely.             | 1              | 2              | 3              | Összesítés     | Pont           | Hely.          | Elért zóna       | idő              | Pont             | Hely.            | Pont             | Hely.      | Helyezés   |
| Ludovico Fossali   | Férfi       | kiesett              | kiesett              | kiesett              | kiesett           | kiesett           | kiesett        | kiesett        | kiesett        | kiesett        | kiesett        | kiesett        | kiesett          | kiesett          | kiesett          | kiesett          | kiesett          | kiesett    | 19.        |
| Michael Piccolruaz | Férfi       | kiesett              | kiesett              | kiesett              | kiesett           | kiesett           | kiesett        | kiesett        | kiesett        | kiesett        | kiesett        | kiesett        | kiesett          | kiesett          | kiesett          | kiesett          | kiesett          | kiesett    | 15.        |
| Laura Rogora       | Női         | kiesett              | kiesett              | kiesett              | kiesett           | kiesett           | kiesett        | kiesett        | kiesett        | kiesett        | kiesett        | kiesett        | kiesett          | kiesett          | kiesett          | kiesett          | kiesett          | kiesett    | 15.        |

## Súlyemelés
Férfi
| Versenyző          | Versenyszám | Szakítás | Szakítás | Lökés    | Lökés    | Összesen | Helyezés |
| Versenyző          | Versenyszám | Eredmény | Helyezés | Eredmény | Helyezés | Összesen | Helyezés |
| ------------------ | ----------- | -------- | -------- | -------- | -------- | -------- | -------- |
| Davide Ruiu        | 61 kg       | 127      | 7.       | 159      | =5.      | 286      | 6.       |
| Mirko Zanni        | 67 kg       | 145      | 5.       | 177      | 3.       | 322      |          |
| Antonino Pizzolato | 81 kg       | 165      | 2.       | 200      | 3.       | 365      |          |

Női
| Versenyző             | Versenyszám | Szakítás | Szakítás | Lökés    | Lökés    | Összesen | Helyezés |
| Versenyző             | Versenyszám | Eredmény | Helyezés | Eredmény | Helyezés | Összesen | Helyezés |
| --------------------- | ----------- | -------- | -------- | -------- | -------- | -------- | -------- |
| Maria Grazia Alemanno | 59 kg       | 85       | 11.      | 100      | 11.      | 185      | 11.      |
| Giorgia Bordignon     | 64 kg       | 104      | 3.       | 128      | 2.       | 232      |          |

## Szinkronúszás
| Versenyző | Versenyszám | Selejtező        | Selejtező        | Selejtező           | Selejtező           | Selejtező  | Selejtező  | Döntő            | Döntő            | Döntő      | Döntő      | Helyezés |
| Versenyző | Versenyszám | Szabad gyakorlat | Szabad gyakorlat | Technikai gyakorlat | Technikai gyakorlat | Összesítés | Összesítés | Szabad gyakorlat | Szabad gyakorlat | Összesítés | Összesítés | Helyezés |
| Versenyző | Versenyszám | Pont             | Hely.            | Pont                | Hely.               | Pont       | Hely.      | Pont             | Hely.            | Pont+ST    | Hely.      | Helyezés |
| --- | ----------- | ---------------- | ---------------- | ------------------- | ------------------- | ---------- | ---------- | ---------------- | ---------------- | ---------- | ---------- | -------- |
| Linda Cerruti Costanza Ferro | Páros       | 91,2000          | 6.               | 91,1035             | 6.                  | 182,3035   | 6.         | 92,4667          | 6.               | 183,5702   | 6.         | 6.       |
| Beatrice Callegari Domiziana Cavanna Linda Cerruti Francesca Deidda Costanza Di Camillo Costanza Ferro Gemma Galli Enrica Piccoli | Csapat      |                  |                  | 91,3372             | 6.                  |            |            | 92,8000          | 5.               | 184,1372   | 5.         | 5.       |

## Taekwondo
Férfi
| Versenyző        | Versenyszám | Nyolcaddöntő                     | Negyeddöntő                          | Elődöntő                   | Vigaszág elődöntő | Bronz- mérkőzés   | Döntő                                 | Helyezés |
| Versenyző        | Versenyszám | Ellenfél Eredmény                | Ellenfél Eredmény                    | Ellenfél Eredmény          | Ellenfél Eredmény | Ellenfél Eredmény | Ellenfél Eredmény                     | Helyezés |
| ---------------- | ----------- | -------------------------------- | ------------------------------------ | -------------------------- | ----------------- | ----------------- | ------------------------------------- | -------- |
| Vito Dell'Aquila | Légsúly     | Salim Omar (HUN) · 26–13         | Ramnarong Sawekwiharee (THA) · 37–17 | Lucas Guzmán (ARG) · 29–10 |                   |                   | Mohamed Khalil Jendoubi (TUN) · 16–12 |          |
| Simone Alessio   | Váltósúly   | Ícaro Miguel Soares (BRA) · 22–3 | Seif Eissa (EGY) · 5–6               | kiesett                    |                   |                   |                                       | 9.       |

## Tenisz
Férfi
| Versenyző                      | Versenyszám | 64-es főtábla                               | 32-es főtábla                                                            | Nyolcaddöntő                                                              | Negyeddöntő       | Elődöntő          | Bronz- mérkőzés   | Döntő             | Helyezés |
| Versenyző                      | Versenyszám | Ellenfél Eredmény                           | Ellenfél Eredmény                                                        | Ellenfél Eredmény                                                         | Ellenfél Eredmény | Ellenfél Eredmény | Ellenfél Eredmény | Ellenfél Eredmény | Helyezés |
| ------------------------------ | ----------- | ------------------------------------------- | ------------------------------------------------------------------------ | ------------------------------------------------------------------------- | ----------------- | ----------------- | ----------------- | ----------------- | -------- |
| Fabio Fognini                  | Egyes       | Szugita Júicsi (JPN) · 6-4, 6-3             | Jahor Heraszimav (BLR) · 6-4, 7-6(7–4)                                   | Danyiil Medvegyev (ROC) · 2-6, 6-3, 2-6                                   | kiesett           | kiesett           | kiesett           | kiesett           | 9.       |
| Lorenzo Musetti                | Egyes       | John Millman (AUS) · 3-6, 4-6               | kiesett                                                                  | kiesett                                                                   | kiesett           | kiesett           | kiesett           | kiesett           | 33.      |
| Lorenzo Sonego                 | Egyes       | Taro Daniel (JPN) · 4-6, 7-6(8–6), 7-6(7–3) | Nikoloz Basilashvili (GEO) · 4-6, 6-3, 4-6                               | kiesett                                                                   | kiesett           | kiesett           | kiesett           | kiesett           | 17.      |
| Lorenzo Musetti Lorenzo Sonego | Páros       |                                             | Spanyolország (ESP) · Pablo Andújar · Roberto Carballés Baena · 7-5, 6-4 | Horvátország (CRO) · Nikola Mektić · Mate Pavić · 5-7, 7-6(7–5), [7]–[10] | kiesett           | kiesett           | kiesett           | kiesett           | 9.       |

Női
| Versenyző                   | Versenyszám | 64-es főtábla                                | 32-es főtábla                                                                | Nyolcaddöntő                                                         | Negyeddöntő                       | Elődöntő          | Bronz- mérkőzés   | Döntő             | Helyezés |
| Versenyző                   | Versenyszám | Ellenfél Eredmény                            | Ellenfél Eredmény                                                            | Ellenfél Eredmény                                                    | Ellenfél Eredmény                 | Ellenfél Eredmény | Ellenfél Eredmény | Ellenfél Eredmény | Helyezés |
| --------------------------- | ----------- | -------------------------------------------- | ---------------------------------------------------------------------------- | -------------------------------------------------------------------- | --------------------------------- | ----------------- | ----------------- | ----------------- | -------- |
| Sara Errani                 | Egyes       | Anasztaszija Pavljucsenkova (ROC) · 0-6, 1-6 | kiesett                                                                      | kiesett                                                              | kiesett                           | kiesett           | kiesett           | kiesett           | 33.      |
| Camila Giorgi               | Egyes       | Jennifer Brady (USA) · 6-3, 6-2              | Jelena Vesznyina (ROC) · 6-3, 6-1                                            | Karolína Plíšková (CZE) · 6-4, 6-2                                   | Elina Szvitolina (UKR) · 4-6, 4-6 | kiesett           | kiesett           | kiesett           | 5.       |
| Jasmine Paolini             | Egyes       | Petra Kvitová (CZE) · 4-6, 3-6               | kiesett                                                                      | kiesett                                                              | kiesett                           | kiesett           | kiesett           | kiesett           | 33.      |
| Sara Errani Jasmine Paolini | Páros       |                                              | Egyesült Államok (USA) · Nicole Melichar · Alison Riske · 6-3, 5-7, [10]–[2] | Ukrajna (UKR) · Ljudmila Kicsenok · Nagyija Kicsenok · 6-7(4–7), 2-6 | kiesett                           | kiesett           | kiesett           | kiesett           | 9.       |

## Torna
Férfi
| Versenyző       | Versenyszám      | Selejtező | Selejtező | Döntő    | Döntő    |
| Versenyző       | Versenyszám      | Pontszám  | Helyezés  | Pontszám | Helyezés |
| --------------- | ---------------- | --------- | --------- | -------- | -------- |
| Ludovico Edalli | Talaj            | 13,733    | 33.       | kiesett  | kiesett  |
| Ludovico Edalli | Korlát           | 13,166    | 60.       | kiesett  | kiesett  |
| Ludovico Edalli | Nyújtó           | 13,733    | 25.       | kiesett  | kiesett  |
| Ludovico Edalli | Gyűrű            | 13,333    | 45.       | kiesett  | kiesett  |
| Ludovico Edalli | Lólengés         | 13,600    | 32.       | kiesett  | kiesett  |
| Ludovico Edalli | Egyéni összetett | 81,231    | 38.       | kiesett  | kiesett  |
| Marco Lodadio   | Gyűrű            | 14,633    | 9.        | kiesett  | kiesett  |

Női
| Versenyző                                                 | Versenyszám      | Selejtező                | Selejtező                | Döntő    | Döntő    |
| Versenyző                                                 | Versenyszám      | Pontszám                 | Helyezés                 | Pontszám | Helyezés |
| --------------------------------------------------------- | ---------------- | ------------------------ | ------------------------ | -------- | -------- |
| Alice D'Amato                                             | Talaj            | 13,033                   | 28.                      | kiesett  | kiesett  |
| Alice D'Amato                                             | Felemás korlát   | 14,233                   | 18.                      | kiesett  | kiesett  |
| Alice D'Amato                                             | Gerenda          | 12,600                   | 48.                      | kiesett  | kiesett  |
| Alice D'Amato                                             | Egyéni összetett | 54,199                   | 20.                      | 51,899   | 20.      |
| Asia D'Amato                                              | Talaj            | 11,833                   | 76.                      | kiesett  | kiesett  |
| Asia D'Amato                                              | Felemás korlát   | 13,933                   | 26.                      | kiesett  | kiesett  |
| Asia D'Amato                                              | Gerenda          | 13,133                   | 29.*                     | kiesett  | kiesett  |
| Asia D'Amato                                              | Egyéni összetett | 53,132                   | 34.                      | kiesett  | kiesett  |
| Vanessa Ferrari                                           | Talaj            | 14,166                   | 1.                       | 14,200   |          |
| Vanessa Ferrari                                           | Gerenda          | 12,500                   | 52.*                     | kiesett  | kiesett  |
| Vanessa Ferrari                                           | Egyéni összetett | érvényes eredmény nélkül | érvényes eredmény nélkül | kiesett  | kiesett  |
| Martina Maggio                                            | Talaj            | 12,700                   | 45.                      | kiesett  | kiesett  |
| Martina Maggio                                            | Felemás korlát   | 13,700                   | 30.                      | kiesett  | kiesett  |
| Martina Maggio                                            | Gerenda          | 13,066                   | 31.                      | kiesett  | kiesett  |
| Martina Maggio                                            | Egyéni összetett | 53,566                   | 27.                      | 52,565   | 19.      |
| Lara Mori                                                 | Talaj            | 13,400                   | 19.                      | kiesett  | kiesett  |
| Lara Mori                                                 | Gerenda          | 12,133                   | 62.                      | kiesett  | kiesett  |
| Alice D'Amato Asia D'Amato Vanessa Ferrari Martina Maggio | Csapat összetett | 163,330                  | 7.                       | 163,638  | 4.       |

* – egy másik versenyzővel azonos eredményt ért el

### Ritmikus gimnasztika
| Versenyző                | Versenyszám | Selejtező | Selejtező | Selejtező | Selejtező | Selejtező | Selejtező | Selejtező | Selejtező | Selejtező | Selejtező | Döntő   | Döntő   | Döntő   | Döntő   | Döntő    | Döntő    | Döntő   | Döntő   | Döntő    | Döntő    | Helyezés |
| Versenyző                | Versenyszám | Karika    | Karika    | Labda     | Labda     | Buzogány  | Buzogány  | Szalag    | Szalag    | Összesen  | Összesen  | Karika  | Karika  | Labda   | Labda   | Buzogány | Buzogány | Szalag  | Szalag  | Összesen | Összesen | Helyezés |
| Versenyző                | Versenyszám | Pont      | Hely.     | Pont      | Hely.     | Pont      | Hely.     | Pont      | Hely.     | Pont      | Hely.     | Pont    | Hely.   | Pont    | Hely.   | Pont     | Hely.    | Pont    | Hely.   | Pont     | Hely.    | Helyezés |
| ------------------------ | ----------- | --------- | --------- | --------- | --------- | --------- | --------- | --------- | --------- | --------- | --------- | ------- | ------- | ------- | ------- | -------- | -------- | ------- | ------- | -------- | -------- | -------- |
| Alexandra Agiurgiuculese | Egyéni      | 22,050    | 19.       | 25,600    | 8.        | 24,150    | 13.       | 19,250    | 17.       | 91,050    | 15.       | kiesett | kiesett | kiesett | kiesett | kiesett  | kiesett  | kiesett | kiesett | kiesett  | kiesett  | 15.      |
| Milena Baldassarri       | Egyéni      | 24,550    | 6.        | 25,700    | 7.        | 25,650    | 7.        | 20,150    | 14.       | 96,050    | 6.        | 25,100  | 7.      | 25,625  | 5.      | 26,500   | 6.       | 22,400  | 4.      | 99,625   | 6.       | 6.       |

| Versenyző                                                                              | Versenyszám | Selejtező | Selejtező | Selejtező              | Selejtező              | Selejtező | Selejtező | Döntő   | Döntő   | Döntő                  | Döntő                  | Döntő    | Döntő    | Helyezés |
| Versenyző                                                                              | Versenyszám | 5 labda   | 5 labda   | 3 karika és 2 buzogány | 3 karika és 2 buzogány | Összesen  | Összesen  | 5 labda | 5 labda | 3 karika és 2 buzogány | 3 karika és 2 buzogány | Összesen | Összesen | Helyezés |
| Versenyző                                                                              | Versenyszám | Pont      | Hely.     | Pont                   | Hely.                  | Pont      | Hely.     | Pont    | Hely.   | Pont                   | Hely.                  | Pont     | Hely.    | Helyezés |
| -------------------------------------------------------------------------------------- | ----------- | --------- | --------- | ---------------------- | ---------------------- | --------- | --------- | ------- | ------- | ---------------------- | ---------------------- | -------- | -------- | -------- |
| Martina Centofanti Agnese Duranti Alessia Maurelli Daniela Mogurean Martina Santandrea | Csapat      | 40,600    | 3.        | 42,550                 | 4.                     | 87,150    | 3.        | 44,850  | 4.      | 42,850                 | 3.                     | 87,700   | 3.       |          |

## Triatlon
Egyéni
| Versenyző          | Versenyszám | 1,5 km úszás | Depózás 1 | 40 km kerékpározás | Depózás 2 | 10 km futás   | Összesítés | Összesítés |
| Versenyző          | Versenyszám | Idő          | Idő       | Idő                | Idő       | Idő           | Idő        | Helyezés   |
| ------------------ | ----------- | ------------ | --------- | ------------------ | --------- | ------------- | ---------- | ---------- |
| Gianluca Pozzatti  | Férfi       | 18:00        | 0:43      | 56:24              | 0:36      | 33:31         | 1:49:14    | 37.        |
| Delian Stateff     | Férfi       | 17:54        | 0:42      | 56:31              | 0:29      | 34:24         | 1:50:00    | 39.        |
| Alice Betto        | Női         | 19:14        | 0:42      | 1:03:11            | 0:33      | 34:42         | 1:58:22    | 7.         |
| Angelica Olmo      | Női         | 20:15        | 0:45      | 1:06:01            | 0:36      | nem ért célba | kiesett    | kiesett    |
| Verena Steinhauser | Női         | 19:42        | 0:44      | 1:04:52            | 0:33      | 35:56         | 2:01:47    | 20.        |

Csapat
| Versenyző                                                       | Versenyszám   | Úszás (300 m X 4) | Depózás 1 | Kerékpározás (6,8 km X 4) | Depózás 2 | Futás (2 km X 4) | Összesen | Hely. |
| --------------------------------------------------------------- | ------------- | ----------------- | --------- | ------------------------- | --------- | ---------------- | -------- | ----- |
| Verena Steinhauser Gianluca Pozzatti Alice Betto Delian Stateff | Vegyes csapat | 16:33             | 2:32      | 40:46                     | 1:55      | 24:38            | 1:26:23  | 8.    |

## Úszás
Férfi
| Versenyző                                                                      | Versenyszám      | Előfutam | Előfutam | Előfutam | Elődöntő | Elődöntő | Elődöntő | Döntő     | Döntő    |
| Versenyző                                                                      | Versenyszám      | Idő      | Hely.    | Össz.    | Idő      | Hely.    | Össz.    | Idő       | Helyezés |
| ------------------------------------------------------------------------------ | ---------------- | -------- | -------- | -------- | -------- | -------- | -------- | --------- | -------- |
| Lorenzo Zazzeri                                                                | 50 m gyors       | 21,86    | 3.       | 9.       | 21,75    | 5.       | 7.       | 21,78     | 7.       |
| Santo Condorelli                                                               | 50 m gyors       | 22,14    | 2.       | 19.      | kiesett  | kiesett  | kiesett  | kiesett   | kiesett  |
| Santo Condorelli                                                               | 100 m pillangó   | 52,32    | 8.       | 31.      | kiesett  | kiesett  | kiesett  | kiesett   | kiesett  |
| Federico Burdisso                                                              | 100 m pillangó   | 51,82    | 5.       | 17.      | kiesett  | kiesett  | kiesett  | kiesett   | kiesett  |
| Federico Burdisso                                                              | 200 m pillangó   | 1:55,14  | 3.       | 7.       | 1:55,11  | 3.       | 4.       | 1:54,45   |          |
| Giacomo Carini                                                                 | 200 m pillangó   | 1:55,33  | 3.       | 10.      | 1:55,95  | 7.       | 15.      | kiesett   | kiesett  |
| Alessandro Miressi                                                             | 100 m gyors      | 47,83    | 3.       | 4.       | 47,52    | 2.       | 3.       | 47,86     | 6.       |
| Thomas Ceccon                                                                  | 100 m gyors      | 47,71    | 1.       | 1.       | 48,05    | 7.       | 12.      | kiesett   | kiesett  |
| Thomas Ceccon                                                                  | 100 m hát        | 52,49    | 2.       | 2.       | 52,78    | 3.       | 4.       | 52,30     | 4.       |
| Simone Sabbioni                                                                | 100 m hát        | 53,79    | 6.       | 17.*     | kiesett  | kiesett  | kiesett  | kiesett   | kiesett  |
| Matteo Restivo                                                                 | 200 m hát        | 1:58,36  | 5.       | 20.      | kiesett  | kiesett  | kiesett  | kiesett   | kiesett  |
| Stefano Ballo                                                                  | 200 m gyors      | 1:45,80  | 3.       | 7.       | 1:45,84  | 6.       | 10.      | kiesett   | kiesett  |
| Stefano Di Cola                                                                | 200 m gyors      | 1:46,67  | 4.       | 16.      | 1:47,19  | 6.       | 14.      | kiesett   | kiesett  |
| Marco De Tullio                                                                | 400 m gyors      | 3:45,85  | 5.       | 10.      |          |          |          | kiesett   | kiesett  |
| Gabriele Detti                                                                 | 400 m gyors      | 3:44,67  | 3.       | 3.       |          |          |          | 3:44,88   | 6.       |
| Gabriele Detti                                                                 | 800 m gyors      | 7:49,47  | 5.       | 12.      |          |          |          | kiesett   | kiesett  |
| Gregorio Paltrinieri                                                           | 800 m gyors      | 7:47,73  | 4.       | 8.       |          |          |          | 7:42,11   |          |
| Gregorio Paltrinieri                                                           | 1500 m gyors     | 14:49,17 | 3.       | 4.       |          |          |          | 14:45,01  | 4.       |
| Gregorio Paltrinieri                                                           | 10 km nyílt vízi |          |          |          |          |          |          | 1:49:01,1 |          |
| Mario Sanzullo                                                                 | 10 km nyílt vízi |          |          |          |          |          |          | 1:53:08,6 | 14.      |
| Domenico Acerenza                                                              | 1500 m gyors     | 14:53,84 | 4.       | 9.       |          |          |          | kiesett   | kiesett  |
| Nicolò Martinenghi                                                             | 100 m mell       | 58,68    | 3.       | 4.       | 58,28    | 2.       | 3.       | 58,33     |          |
| Federico Poggio                                                                | 100 m mell       | 59,33    | 5.       | 9.*      | 59,91    | 8.       | 15.      | kiesett   | kiesett  |
| Alberto Razzetti                                                               | 200 m vegyes     | 1:57,46  | 3.       | 8.       | 1:57,70  | 5.       | 9.       | kiesett   | kiesett  |
| Alberto Razzetti                                                               | 400 m vegyes     | 4:09,91  | 2.*      | 5.*      |          |          |          | 4:11,32   | 8.       |
| Pier Andrea Matteazzi                                                          | 400 m vegyes     | 4:16,31  | 8.       | 19.      |          |          |          | kiesett   | kiesett  |
| Alessandro Miressi Thomas Ceccon Lorenzo Zazzeri Manuel Frigo Santo Condorelli | 4 × 100 m gyors  | 3:10,29  | 1.       | 1.       |          |          |          | 3:10,11   |          |
| Stefano Ballo Matteo Ciampi Filippo Megli Stefano Di Cola Marco De Tullio      | 4 × 200 m gyors  | 7:05,05  | 1.       | 3.       |          |          |          | 7:03,24   | 5.       |
| Thomas Ceccon Nicolò Martinenghi Federico Burdisso Alessandro Miressi          | 4 × 100 m vegyes | 3:30,02  | 1.       | 1.       |          |          |          | 3:29,17   |          |

Női
| Versenyző                                                                                  | Versenyszám      | Előfutam | Előfutam | Előfutam | Elődöntő | Elődöntő | Elődöntő | Döntő     | Döntő    |
| Versenyző                                                                                  | Versenyszám      | Idő      | Hely.    | Össz.    | Idő      | Hely.    | Össz.    | Idő       | Helyezés |
| ------------------------------------------------------------------------------------------ | ---------------- | -------- | -------- | -------- | -------- | -------- | -------- | --------- | -------- |
| Federica Pellegrini                                                                        | 200 m gyors      | 1:57,33  | 5.       | 15.      | 1:56,44  | 3.       | 7.       | 1:55,91   | 7.       |
| Martina Caramignoli                                                                        | 800 m gyors      | 8:33,15  | 7.       | 20.      |          |          |          | kiesett   | kiesett  |
| Martina Caramignoli                                                                        | 1500 m gyors     | 16:02,43 | 7.       | 13.      |          |          |          | kiesett   | kiesett  |
| Simona Quadarella                                                                          | 1500 m gyors     | 15:47,34 | 2.       | 4.       |          |          |          | 15:53,97  | 5.       |
| Simona Quadarella                                                                          | 800 m gyors      | 8:17,32  | 3.       | 3.       |          |          |          | 8:18,35   |          |
| Margherita Panziera                                                                        | 100 m hát        | 59,74    | 1.       | 8.       | 59,75    | 6.       | 11.      | kiesett   | kiesett  |
| Margherita Panziera                                                                        | 200 m hát        | 2:10,26  | 4.       | 12.      | 2:09,54  | 5.       | 9.       | kiesett   | kiesett  |
| Benedetta Pilato                                                                           | 100 m mell       | kizárták | kizárták | kizárták | kiesett  | kiesett  | kiesett  | kiesett   | kiesett  |
| Martina Carraro                                                                            | 100 m mell       | 1:05,85  | 3.       | 5.       | 1:06,50  | 3.       | 7.       | 1:06,19   | 7.       |
| Martina Carraro                                                                            | 200 m mell       | 2:26,17  | 8.       | 21.      | kiesett  | kiesett  | kiesett  | kiesett   | kiesett  |
| Francesca Fangio                                                                           | 200 m mell       | 2:23,89  | 6.       | 13.      | 2:27,56  | 8.       | 15.      | kiesett   | kiesett  |
| Ilaria Bianchi                                                                             | 100 m pillangó   | 57,70    | 4.       | 12.      | 58,07    | 8.       | 15.      | kiesett   | kiesett  |
| Elena Di Liddo                                                                             | 100 m pillangó   | 57,41    | 3.       | 9.       | 57,60    | 7.       | 13.      | kiesett   | kiesett  |
| Ilaria Cusinato                                                                            | 200 m vegyes     | 2:11,41  | 4.       | 13.      | 2:12,10  | 8.       | 14.      | kiesett   | kiesett  |
| Ilaria Cusinato                                                                            | 400 m vegyes     | 4:37,37  | 4.       | 8.       |          |          |          | 4:40,65   | 8.       |
| Sara Franceschi                                                                            | 400 m vegyes     | 4:39,93  | 5.       | 9.       |          |          |          | kiesett   | kiesett  |
| Sara Franceschi                                                                            | 200 m vegyes     | 2:11,47  | 5.       | 14.      | 2:11,71  | 6.       | 13.      | kiesett   | kiesett  |
| Stefania Pirozzi Anna Chiara Mascolo Giulia Vetrano Federica Pellegrini                    | 4 × 200 m gyors  | kizárták | kizárták | kizárták |          |          |          | kiesett   | kiesett  |
| Margherita Panziera Martina Carraro Elena Di Liddo Federica Pellegrini Arianna Castiglioni | 4 × 100 m vegyes | 3:55,79  | 2.       | 4.       |          |          |          | 3:56,68   | 6.       |
| Rachele Bruni                                                                              | 10 km nyílt vízi |          |          |          |          |          |          | 2:02:10,2 | 14.      |

Vegyes
| Versenyző                                                                           | Versenyszám      | Előfutam | Előfutam | Előfutam | Döntő   | Döntő    |
| Versenyző                                                                           | Versenyszám      | Idő      | Hely.    | Össz.    | Idő     | Helyezés |
| ----------------------------------------------------------------------------------- | ---------------- | -------- | -------- | -------- | ------- | -------- |
| Thomas Ceccon Nicolò Martinenghi Elena Di Liddo Federica Pellegrini Simone Sabbioni | 4 × 100 m vegyes | 3:42,65  | 3.       | 5.       | 3:39,28 | 4.       |

* – egy másik versenyzővel azonos időt ért el

## Vitorlázás
Férfi
| Versenyző                      | Versenyszám     | Futam | Futam | Futam | Futam | Futam | Futam | Futam | Futam | Futam | Futam | Futam | Futam | Futam    | Pontszám | Helyezés |
| Versenyző                      | Versenyszám     | 1     | 2     | 3     | 4     | 5     | 6     | 7     | 8     | 9     | 10    | 11    | 12    | É        | Pontszám | Helyezés |
| ------------------------------ | --------------- | ----- | ----- | ----- | ----- | ----- | ----- | ----- | ----- | ----- | ----- | ----- | ----- | -------- | -------- | -------- |
| Mattia Camboni                 | Szörfvitorlázás | 4     | 2     | 4     | 8     | 2     | 2     | 8     | (13)  | 4     | 8     | 3     | 9     | 22 (OCS) | 76       | 5.       |
| Giulio Calabrò Giacomo Ferrari | 470-es osztály  | 9     | 9     | 12    | 9     | 9     | 4     | (14)  | 3     | 10    | 2     |       |       | 14       | 81       | 6.       |

Női
| Versenyző                 | Versenyszám     | Futam | Futam | Futam | Futam | Futam | Futam | Futam | Futam | Futam | Futam | Futam | Futam | Futam    | Pontszám | Helyezés |
| Versenyző                 | Versenyszám     | 1     | 2     | 3     | 4     | 5     | 6     | 7     | 8     | 9     | 10    | 11    | 12    | É        | Pontszám | Helyezés |
| ------------------------- | --------------- | ----- | ----- | ----- | ----- | ----- | ----- | ----- | ----- | ----- | ----- | ----- | ----- | -------- | -------- | -------- |
| Marta Maggetti            | Szörfvitorlázás | 6     | 3     | 3     | (13)  | 6     | 7     | 5     | 6     | 3     | 5     | 6     | 8     | 8        | 66       | 4.       |
| Silvia Zennaro            | Laser radial    | 13    | (20)  | 2     | 6     | 17    | 11    | 3     | 10    | 9     | 13    |       |       | 22 (OCS) | 106      | 7.       |
| Elena Berta Bianca Caruso | 470-es osztály  | 5     | 10    | 9     | 12    | 8     | (16)  | 14    | 16    | 16    | 12    |       |       | kiesett  | 102      | 13.      |

Vegyes
| Versenyző                   | Versenyszám | Futam | Futam | Futam | Futam | Futam | Futam | Futam | Futam | Futam | Futam | Futam | Futam | Futam | Pontszám | Helyezés |
| Versenyző                   | Versenyszám | 1     | 2     | 3     | 4     | 5     | 6     | 7     | 8     | 9     | 10    | 11    | 12    | É     | Pontszám | Helyezés |
| --------------------------- | ----------- | ----- | ----- | ----- | ----- | ----- | ----- | ----- | ----- | ----- | ----- | ----- | ----- | ----- | -------- | -------- |
| Ruggero Tita Caterina Banti | Nacra 17    | 1     | 3     | 1     | 2     | 5     | 1     | (8)   | 3     | 2     | 2     | 1     | 2     | 12    | 35       |          |

OCS – nem indult el mert rossz rajthelyen állt

## Vívás
Férfi
| Versenyző                                                      | Versenyszám       | Selejtező         | 32-es főtábla                              | Nyolcaddöntő                               | Negyeddöntő | Elődöntő                                                                                          | Bronz- mérkőzés                                                                    | Döntő | Helyezés |
| Versenyző                                                      | Versenyszám       | Ellenfél Eredmény | Ellenfél Eredmény                          | Ellenfél Eredmény                          | Ellenfél Eredmény | Ellenfél Eredmény                                                                                 | Ellenfél Eredmény                                                                  | Ellenfél Eredmény | Helyezés |
| -------------------------------------------------------------- | ----------------- | ----------------- | ------------------------------------------ | ------------------------------------------ | --- | ------------------------------------------------------------------------------------------------- | ---------------------------------------------------------------------------------- | --- | -------- |
| Andrea Cassarà                                                 | Tőr, egyéni       | erőnyerő          | Eli Schenkel (CAN) · 15–11                 | Mohamed Hamza (EGY) · 13–15                | kiesett | kiesett                                                                                           | kiesett                                                                            | kiesett | 10.      |
| Alessio Foconi                                                 | Tőr, egyéni       | erőnyerő          | André Sanita (GER) · 15–8                  | Cőng Ká-lóng (Cheung Ka Long) (HKG) · 3–15 | kiesett | kiesett                                                                                           | kiesett                                                                            | kiesett | 9.       |
| Daniele Garozzo                                                | Tőr, egyéni       | erőnyerő          | Mohamed Hassan (EGY) · 15–6                | Macujama Kjószuke (JPN) · 15–14            | Enzo Lefort (FRA) · 15–10                                                                                             | Sikine Takahiro (JPN) · 15–9                                                                      |                                                                                    | Cőng Ká-lóng (Cheung Ka Long) (HKG) · 11–15                                                                                         |          |
| Marco Fichera                                                  | Párbajtőr, egyéni | erőnyerő          | Ruslan Kurbanov (KAZ) · 7–15               | kiesett                                    | kiesett | kiesett                                                                                           | kiesett                                                                            | kiesett | 23.      |
| Enrico Garozzo                                                 | Párbajtőr, egyéni | erőnyerő          | Kanó Kóki (JPN) · 12–15                    | kiesett                                    | kiesett | kiesett                                                                                           | kiesett                                                                            | kiesett | 20.      |
| Andrea Santarelli                                              | Párbajtőr, egyéni | erőnyerő          | Szergej Hodosz (ROC) · 15–10               | Alexandre Bardenet (FRA) · 15–11           | Jamada Maszaru (JPN) · 15–13                                                                                          | Siklósi Gergely (HUN) · 10–15                                                                     | Ihor Rejzlin (UKR) · 12–15                                                         | | 4.       |
| Enrico Berrè                                                   | Kard, egyéni      | erőnyerő          | Farès Ferjani (TUN) · 15–10                | Iulian Teodosiu (ROU) · 15–12              | Luigi Samele (ITA) · 10–15                                                                                            | kiesett                                                                                           | kiesett                                                                            | kiesett | 7.       |
| Luca Curatoli                                                  | Kard, egyéni      | erőnyerő          | Iulian Teodosiu (ROU) · 13–15              | kiesett                                    | kiesett | kiesett                                                                                           | kiesett                                                                            | kiesett | 17.      |
| Luigi Samele                                                   | Kard, egyéni      | erőnyerő          | Hszü Jing-ming (Xu Yingming) (CHN) · 15–12 | Mohammad Rahbari (IRI) · 15–7              | Enrico Berrè (ITA) · 15–10                                                                                            | Kim Dzsonghvan (Kim Jeong-hwan) (KOR) · 15–12                                                     |                                                                                    | Szilágyi Áron (HUN) · 7–15 |          |
| Giorgio Avola Alessio Foconi Daniele Garozzo                   | Tőr, csapat       |                   |                                            | erőnyerő                                   | Japán (JPN) · Macujama Kjószuke · Szaitó Tosija · Sikine Takahiro · 43-45                                             | 5–8. helyért · Egyiptom (EGY) · Alá ed-Dín Abu el-Kászem · Mohamed Hamza · Mohamed Hassan · 45-30 | 5. helyért · Németország (GER) · visszalépett                                      | | 5.       |
| Gabriele Cimini Marco Fichera Enrico Garozzo Andrea Santarelli | Párbajtőr, csapat |                   |                                            | erőnyerő                                   | Az Orosz Olimpiai Bizottság versenyzői (ROC) · Szergej Bida · Szergej Hodosz · Nyikita Glazkov · Pavel Szuhov · 34-45 | 5–8. helyért · Ukrajna (UKR) · Anatolij Herej · Bohdan Nyikisin · Ihor Rejzlin · 39-45            | 7. helyért · Svájc (SUI) · Max Heinzer · Lucas Malcotti · Michele Niggeler · 36-34 | | 7.       |
| Enrico Berrè Luca Curatoli Aldo Montano Luigi Samele           | Kard, csapat      |                   |                                            | erőnyerő                                   | Irán (IRI) · Mojtaba Abedini · Ali Pakdaman · Mohammad Rahbari · 45–44                                                | Magyarország (HUN) · Decsi Tamás · Szatmári András · Szilágyi Áron · 45–43                        |                                                                                    | Dél-Korea (KOR) · Ku Bongil (Gu Bon-gil) · Kim Dzsonghvan (Kim Jonghwan) · Kim Dzsunho (Kim Junho) · O Szanguk (Oh Sang-uk) · 26-45 |          |

Női
| Versenyző                                                        | Versenyszám       | Selejtező         | 32-es főtábla                         | Nyolcaddöntő                     | Negyeddöntő | Elődöntő                                                                        | Bronz- mérkőzés                                                                                           | Döntő             | Helyezés |
| Versenyző                                                        | Versenyszám       | Ellenfél Eredmény | Ellenfél Eredmény                     | Ellenfél Eredmény                | Ellenfél Eredmény                                                                                               | Ellenfél Eredmény                                                               | Ellenfél Eredmény                                                                                         | Ellenfél Eredmény | Helyezés |
| ---------------------------------------------------------------- | ----------------- | ----------------- | ------------------------------------- | -------------------------------- | --- | ------------------------------------------------------------------------------- | --- | ----------------- | -------- |
| Martina Batini                                                   | Tőr, egyéni       | erőnyerő          | Kreiss Fanni (HUN) · 10–15            | kiesett                          | kiesett | kiesett                                                                         | kiesett                                                                                                   | kiesett           | 19.      |
| Arianna Errigo                                                   | Tőr, egyéni       | erőnyerő          | Yara El-Sharkawy (EGY) · 15–2         | Jessica Guo (CAN) · 15–7         | Alice Volpi (ITA) · 7–15                                                                                        | kiesett                                                                         | kiesett                                                                                                   | kiesett           | 5.       |
| Alice Volpi                                                      | Tőr, egyéni       | erőnyerő          | Kondricz Kata (HUN) · 15–5            | Leonie Ebert (GER) · 15–13       | Arianna Errigo (ITA) · 15–7                                                                                     | Inna Gyeriglazova (ROC) · 10–15                                                 | Larisza Korobejnyikova (ROC) · 14–15                                                                      |                   | 4.       |
| Rossella Fiamingo                                                | Párbajtőr, egyéni | erőnyerő          | Nathalie Moellhausen (BRA) · 10–9     | Aleksandra Jarecka (POL) · 15–13 | Katrina Lehis (EST) · 7–15                                                                                      | kiesett                                                                         | kiesett                                                                                                   | kiesett           | 8.       |
| Federica Isola                                                   | Párbajtőr, egyéni | erőnyerő          | Sarra Besbes (TUN) · 14–12            | Lin Seng (CHN) · 15–9            | Szun Ji-ven (Sun Yiwen) (CHN) · 10–11                                                                           | kiesett                                                                         | kiesett                                                                                                   | kiesett           | 6.       |
| Mara Navarria                                                    | Párbajtőr, egyéni | erőnyerő          | Yulia Lichagina (ROC) · 15–12         | Katrina Lehis (EST) · 10–15      | kiesett | kiesett                                                                         | kiesett                                                                                                   | kiesett           | 10.      |
| Martina Criscio                                                  | Kard, egyéni      | erőnyerő          | Jun Dzsiszu (Yun Ji-su) (KOR) · 11–15 | kiesett                          | kiesett | kiesett                                                                         | kiesett                                                                                                   | kiesett           | 24.      |
| Rossella Gregorio                                                | Kard, egyéni      | erőnyerő          | Szofja Pozdnyakova (ROC) · 12–15      | kiesett                          | kiesett | kiesett                                                                         | kiesett                                                                                                   | kiesett           | 23.      |
| Irene Vecchi                                                     | Kard, egyéni      | erőnyerő          | Charlotte Lembach (FRA) · 15–11       | Szofja Velikaja (ROC) · 12–15    | kiesett | kiesett                                                                         | kiesett                                                                                                   | kiesett           | 12.      |
| Martina Batini Erica Cipressa Arianna Errigo Alice Volpi         | Tőr, csapat       |                   |                                       |                                  | Magyarország (HUN) · Kondricz Kata · Kreiss Fanni · Pásztor Flóra · 45–32                                       | Franciaország (FRA) · Anita Blaze · Pauline Ranvier · Ysaora Thibus · 43–45     | Egyesült Államok (USA) · Lee Kiefer · Sabrina Massialas · Nicole Ross · 45–23                             |                   |          |
| Rossella Fiamingo Federica Isola Mara Navarria Alberta Santuccio | Párbajtőr, csapat |                   |                                       |                                  | Az Orosz Olimpiai Bizottság versenyzői (ROC) · Violetta Kolobova · Yulia Lichagina · Aizanat Murtazaeva · 33–31 | Észtország (EST) · Julia Beljajeva · Erika Kirpu · Katrina Lehis · 34–42        | Kína (CHN) · Hszü An-csi (Xu Anqi) · Csu Ming-je (Zhu Mingye) · Lin Seng · 23–21                          |                   |          |
| Michela Battiston Martina Criscio Rossella Gregorio Irene Vecchi | Kard, csapat      |                   |                                       | erőnyerő                         | Kína (CHN) · Yang Hengyu · Shao Yaqi · Qian Jiarui · 45–41                                                      | Franciaország (FRA) · Cécilia Berder · Manon Brunet · Charlotte Lembach · 39–45 | Dél-Korea (KOR) · Kim Dzsijon (Kim Ji-yeon) · Szo Dzsijon (Seo Ji-yeon) · Jun Dzsiszu (Yun Ji-su) · 42–45 |                   | 4.       |

## Vízilabda

### Férfi
| Olasz férfi vízilabdacsapat-játékoskeret                                                                                         | Olasz férfi vízilabdacsapat-játékoskeret                                                                                    |
| --- | --- |
| - Matteo Aicardi - Michaël Bodegas - Marco Del Lungo - Francesco Di Fulvio - Vincenzo Dolce - Gonzalo Echenique - Niccolò Figari | - Pietro Figlioli - Stefano Luongo - Nicholas Presciutti - Vincenzo Renzuto Iodice - Gianmarco Nicosia - Alessandro Velotto |

#### Eredmények
Csoportkör
A csoport
| Hely. | Csapat                        | M | Gy | D | V | G+ | G–  | Gk  | P | Továbbjutás |
| ----- | ----------------------------- | - | -- | - | - | -- | --- | --- | - | ----------- |
| 1.    | Görögország (GRE)             | 5 | 4  | 1 | 0 | 68 | 34  | +34 | 9 | Negyeddöntő |
| 2.    | Olaszország (ITA)             | 5 | 3  | 2 | 0 | 60 | 32  | +28 | 8 | Negyeddöntő |
| 3.    | Magyarország (HUN)            | 5 | 3  | 1 | 1 | 64 | 35  | +29 | 7 | Negyeddöntő |
| 4.    | Egyesült Államok (USA)        | 5 | 2  | 0 | 3 | 59 | 53  | +6  | 4 | Negyeddöntő |
| 5.    | Japán (JPN) (R)               | 5 | 1  | 0 | 4 | 65 | 66  | −1  | 2 |             |
| 6.    | Dél-afrikai Köztársaság (RSA) | 5 | 0  | 0 | 5 | 20 | 116 | −96 | 0 |             |

| 2021. július 25. 10:00 (3:00) | Dél-afrikai Köztársaság (RSA) | 2–21        | Olaszország (ITA) | Tokyo Tatsumi International Swimming Center Játékvezetők: Viktor Szalnyicsenko (KAZ), Stanko Ivanovski (MNE) |
| 2021. július 25. 10:00 (3:00) | (0–2, 2–8, 0–7, 0–4)          |             |                   | Tokyo Tatsumi International Swimming Center Játékvezetők: Viktor Szalnyicsenko (KAZ), Stanko Ivanovski (MNE) |
| 2021. július 25. 10:00 (3:00) | Rezelman, Stone 1             | Jegyzőkönyv | Di Fulvio 5       | Tokyo Tatsumi International Swimming Center Játékvezetők: Viktor Szalnyicsenko (KAZ), Stanko Ivanovski (MNE) |

| 2021. július 27. 15:30 (8:30) | Olaszország (ITA)    | 6–6         | Görögország (GRE) | Tokyo Tatsumi International Swimming Center Játékvezetők: Xevi Buch (ESP), Stanko Ivanovski (MNE) |
| 2021. július 27. 15:30 (8:30) | (1–1, 1–1, 0–4, 4–0) |             |                   | Tokyo Tatsumi International Swimming Center Játékvezetők: Xevi Buch (ESP), Stanko Ivanovski (MNE) |
| 2021. július 27. 15:30 (8:30) | Aicardi, Figlioli 2  | Jegyzőkönyv | hat játékos 1     | Tokyo Tatsumi International Swimming Center Játékvezetők: Xevi Buch (ESP), Stanko Ivanovski (MNE) |

| 2021. július 29. 14:00 (7:00) | Egyesült Államok (USA) | 11–12       | Olaszország (ITA) | Tokyo Tatsumi International Swimming Center Játékvezetők: Sébastien Dervieux (FRA), Nenad Periš (CRO) |
| 2021. július 29. 14:00 (7:00) | (4–2, 3–3, 2–3, 2–4)   |             |                   | Tokyo Tatsumi International Swimming Center Játékvezetők: Sébastien Dervieux (FRA), Nenad Periš (CRO) |
| 2021. július 29. 14:00 (7:00) | négy játékos 2         | Jegyzőkönyv | Di Fulvio 5       | Tokyo Tatsumi International Swimming Center Játékvezetők: Sébastien Dervieux (FRA), Nenad Periš (CRO) |

| 2021. július 31. 18:20 (11:20) | Olaszország (ITA)    | 16–8        | Japán (JPN) | Tokyo Tatsumi International Swimming Center Játékvezetők: Stanko Ivanovski (MNE), Nenad Periš (CRO) |
| 2021. július 31. 18:20 (11:20) | (5–0, 3–3, 3–1, 5–4) |             |             | Tokyo Tatsumi International Swimming Center Játékvezetők: Stanko Ivanovski (MNE), Nenad Periš (CRO) |
| 2021. július 31. 18:20 (11:20) | Bodagas, Figlioli 3  | Jegyzőkönyv | Inaba 3     | Tokyo Tatsumi International Swimming Center Játékvezetők: Stanko Ivanovski (MNE), Nenad Periš (CRO) |

| 2021. augusztus 2. 10:00 (3:00) | Magyarország (HUN)   | 5–5         | Olaszország (ITA) | Tokyo Tatsumi International Swimming Center Játékvezetők: Xevi Buch (ESP), Arkadii Voevodin (RUS) |
| 2021. augusztus 2. 10:00 (3:00) | (2–1, 2–1, 1–1, 0–2) |             |                   | Tokyo Tatsumi International Swimming Center Játékvezetők: Xevi Buch (ESP), Arkadii Voevodin (RUS) |
| 2021. augusztus 2. 10:00 (3:00) | Varga 3              | Jegyzőkönyv | Figlioli 2        | Tokyo Tatsumi International Swimming Center Játékvezetők: Xevi Buch (ESP), Arkadii Voevodin (RUS) |

Negyeddöntő
| 2021. augusztus 4. 18:20 (11:20) | Olaszország (ITA)    | 6–10        | Szerbia (SRB) | Tokyo Tatsumi International Swimming Center Játékvezetők: Arkadii Voevodin (RUS), Georgios Stavridis (GRE) |
| 2021. augusztus 4. 18:20 (11:20) | (2–5, 1–4, 1–0, 2–1) |             |               | Tokyo Tatsumi International Swimming Center Játékvezetők: Arkadii Voevodin (RUS), Georgios Stavridis (GRE) |
| 2021. augusztus 4. 18:20 (11:20) | Presciutti 2         | Jegyzőkönyv | Filipović 3   | Tokyo Tatsumi International Swimming Center Játékvezetők: Arkadii Voevodin (RUS), Georgios Stavridis (GRE) |

Az 5–8. helyért
| 2021. augusztus 6. 18:20 (11:20) | Olaszország (ITA)          | 6–7         | Egyesült Államok (USA) | Tokyo Tatsumi International Swimming Center Játékvezetők: Sébastien Dervieux (FRA), Xevi Buch (ESP) |
| 2021. augusztus 6. 18:20 (11:20) | (2–2, 1–3, 2–0, 1–2)       |             |                        | Tokyo Tatsumi International Swimming Center Játékvezetők: Sébastien Dervieux (FRA), Xevi Buch (ESP) |
| 2021. augusztus 6. 18:20 (11:20) | Figlioli, Renzuto Iodice 2 | Jegyzőkönyv | Bowen 3                | Tokyo Tatsumi International Swimming Center Játékvezetők: Sébastien Dervieux (FRA), Xevi Buch (ESP) |

A 7. helyért
| 2021. augusztus 8. 9:30 (2:30) | Montenegró (MNE)     | 14–14       | Olaszország (ITA) | Tokyo Tatsumi International Swimming Center Játékvezetők: Viktor Salnichenko (KAZ), Sébastien Dervieux (FRA) |
| 2021. augusztus 8. 9:30 (2:30) | (2–3, 5–4, 4–5, 3–2) |             |                   | Tokyo Tatsumi International Swimming Center Játékvezetők: Viktor Salnichenko (KAZ), Sébastien Dervieux (FRA) |
| 2021. augusztus 8. 9:30 (2:30) | Ivović 6             | Jegyzőkönyv | Velotto 5         | Tokyo Tatsumi International Swimming Center Játékvezetők: Viktor Salnichenko (KAZ), Sébastien Dervieux (FRA) |
| 2021. augusztus 8. 9:30 (2:30) | Büntetőpárbaj:       |             |                   | Tokyo Tatsumi International Swimming Center Játékvezetők: Viktor Salnichenko (KAZ), Sébastien Dervieux (FRA) |
| 2021. augusztus 8. 9:30 (2:30) | 3–4                  |             |                   | Tokyo Tatsumi International Swimming Center Játékvezetők: Viktor Salnichenko (KAZ), Sébastien Dervieux (FRA) |

| Csapat            | Helyezés |
| ----------------- | -------- |
| Olaszország (ITA) | 7.       |